# 1994
Portal Geschichte | Portal Biografien | Aktuelle Ereignisse | Jahreskalender | Tagesartikel

◄ |
19. Jahrhundert |
20. Jahrhundert
| 21. Jahrhundert

◄ |
1960er |
1970er |
1980er |
1990er
| 2000er | 2010er | 2020er | ►

◄◄ |
◄ |
1990 |
1991 |
1992 |
1993 |
1994
| 1995 | 1996 | 1997 | 1998 | ► | ►►
 Jan.
| Feb.
| Mär.
| Apr.
| Mai
| Jun.
| Jul.
| Aug.
| Sep.
| Okt.
| Nov.
| Dez.
Staatsoberhäupter · Wahlen · Nekrolog  · Literaturjahr · Musikjahr · Filmjahr · Rundfunkjahr · Sportjahr
| Januar | Januar | Januar | Januar | Januar | Januar | Januar | Januar |
| Kw     | Mo     | Di     | Mi     | Do     | Fr     | Sa     | So     |
| ------ | ------ | ------ | ------ | ------ | ------ | ------ | ------ |
| 52     |        |        |        |        |        | 1      | 2      |
| 1      | 3      | 4      | 5      | 6      | 7      | 8      | 9      |
| 2      | 10     | 11     | 12     | 13     | 14     | 15     | 16     |
| 3      | 17     | 18     | 19     | 20     | 21     | 22     | 23     |
| 4      | 24     | 25     | 26     | 27     | 28     | 29     | 30     |
| 5      | 31     |        |        |        |        |        |        |

| Februar | Februar | Februar | Februar | Februar | Februar | Februar | Februar |
| Kw      | Mo      | Di      | Mi      | Do      | Fr      | Sa      | So      |
| ------- | ------- | ------- | ------- | ------- | ------- | ------- | ------- |
| 5       |         | 1       | 2       | 3       | 4       | 5       | 6       |
| 6       | 7       | 8       | 9       | 10      | 11      | 12      | 13      |
| 7       | 14      | 15      | 16      | 17      | 18      | 19      | 20      |
| 8       | 21      | 22      | 23      | 24      | 25      | 26      | 27      |
| 9       | 28      |         |         |         |         |         |         |

| März | März | März | März | März | März | März | März |
| Kw   | Mo   | Di   | Mi   | Do   | Fr   | Sa   | So   |
| ---- | ---- | ---- | ---- | ---- | ---- | ---- | ---- |
| 9    |      | 1    | 2    | 3    | 4    | 5    | 6    |
| 10   | 7    | 8    | 9    | 10   | 11   | 12   | 13   |
| 11   | 14   | 15   | 16   | 17   | 18   | 19   | 20   |
| 12   | 21   | 22   | 23   | 24   | 25   | 26   | 27   |
| 13   | 28   | 29   | 30   | 31   |      |      |      |

| April | April | April | April | April | April | April | April |
| Kw    | Mo    | Di    | Mi    | Do    | Fr    | Sa    | So    |
| ----- | ----- | ----- | ----- | ----- | ----- | ----- | ----- |
| 13    |       |       |       |       | 1     | 2     | 3     |
| 14    | 4     | 5     | 6     | 7     | 8     | 9     | 10    |
| 15    | 11    | 12    | 13    | 14    | 15    | 16    | 17    |
| 16    | 18    | 19    | 20    | 21    | 22    | 23    | 24    |
| 17    | 25    | 26    | 27    | 28    | 29    | 30    |       |

| Mai | Mai | Mai | Mai | Mai | Mai | Mai | Mai |
| Kw  | Mo  | Di  | Mi  | Do  | Fr  | Sa  | So  |
| --- | --- | --- | --- | --- | --- | --- | --- |
| 17  |     |     |     |     |     |     | 1   |
| 18  | 2   | 3   | 4   | 5   | 6   | 7   | 8   |
| 19  | 9   | 10  | 11  | 12  | 13  | 14  | 15  |
| 20  | 16  | 17  | 18  | 19  | 20  | 21  | 22  |
| 21  | 23  | 24  | 25  | 26  | 27  | 28  | 29  |
| 22  | 30  | 31  |     |     |     |     |     |

| Juni | Juni | Juni | Juni | Juni | Juni | Juni | Juni |
| Kw   | Mo   | Di   | Mi   | Do   | Fr   | Sa   | So   |
| ---- | ---- | ---- | ---- | ---- | ---- | ---- | ---- |
| 22   |      |      | 1    | 2    | 3    | 4    | 5    |
| 23   | 6    | 7    | 8    | 9    | 10   | 11   | 12   |
| 24   | 13   | 14   | 15   | 16   | 17   | 18   | 19   |
| 25   | 20   | 21   | 22   | 23   | 24   | 25   | 26   |
| 26   | 27   | 28   | 29   | 30   |      |      |      |

| Juli | Juli | Juli | Juli | Juli | Juli | Juli | Juli |
| Kw   | Mo   | Di   | Mi   | Do   | Fr   | Sa   | So   |
| ---- | ---- | ---- | ---- | ---- | ---- | ---- | ---- |
| 26   |      |      |      |      | 1    | 2    | 3    |
| 27   | 4    | 5    | 6    | 7    | 8    | 9    | 10   |
| 28   | 11   | 12   | 13   | 14   | 15   | 16   | 17   |
| 29   | 18   | 19   | 20   | 21   | 22   | 23   | 24   |
| 30   | 25   | 26   | 27   | 28   | 29   | 30   | 31   |

| August | August | August | August | August | August | August | August |
| Kw     | Mo     | Di     | Mi     | Do     | Fr     | Sa     | So     |
| ------ | ------ | ------ | ------ | ------ | ------ | ------ | ------ |
| 31     | 1      | 2      | 3      | 4      | 5      | 6      | 7      |
| 32     | 8      | 9      | 10     | 11     | 12     | 13     | 14     |
| 33     | 15     | 16     | 17     | 18     | 19     | 20     | 21     |
| 34     | 22     | 23     | 24     | 25     | 26     | 27     | 28     |
| 35     | 29     | 30     | 31     |        |        |        |        |

| September | September | September | September | September | September | September | September |
| Kw        | Mo        | Di        | Mi        | Do        | Fr        | Sa        | So        |
| --------- | --------- | --------- | --------- | --------- | --------- | --------- | --------- |
| 35        |           |           |           | 1         | 2         | 3         | 4         |
| 36        | 5         | 6         | 7         | 8         | 9         | 10        | 11        |
| 37        | 12        | 13        | 14        | 15        | 16        | 17        | 18        |
| 38        | 19        | 20        | 21        | 22        | 23        | 24        | 25        |
| 39        | 26        | 27        | 28        | 29        | 30        |           |           |

| Oktober | Oktober | Oktober | Oktober | Oktober | Oktober | Oktober | Oktober |
| Kw      | Mo      | Di      | Mi      | Do      | Fr      | Sa      | So      |
| ------- | ------- | ------- | ------- | ------- | ------- | ------- | ------- |
| 39      |         |         |         |         |         | 1       | 2       |
| 40      | 3       | 4       | 5       | 6       | 7       | 8       | 9       |
| 41      | 10      | 11      | 12      | 13      | 14      | 15      | 16      |
| 42      | 17      | 18      | 19      | 20      | 21      | 22      | 23      |
| 43      | 24      | 25      | 26      | 27      | 28      | 29      | 30      |
| 44      | 31      |         |         |         |         |         |         |

| November | November | November | November | November | November | November | November |
| Kw       | Mo       | Di       | Mi       | Do       | Fr       | Sa       | So       |
| -------- | -------- | -------- | -------- | -------- | -------- | -------- | -------- |
| 44       |          | 1        | 2        | 3        | 4        | 5        | 6        |
| 45       | 7        | 8        | 9        | 10       | 11       | 12       | 13       |
| 46       | 14       | 15       | 16       | 17       | 18       | 19       | 20       |
| 47       | 21       | 22       | 23       | 24       | 25       | 26       | 27       |
| 48       | 28       | 29       | 30       |          |          |          |          |

| Dezember | Dezember | Dezember | Dezember | Dezember | Dezember | Dezember | Dezember |
| Kw       | Mo       | Di       | Mi       | Do       | Fr       | Sa       | So       |
| -------- | -------- | -------- | -------- | -------- | -------- | -------- | -------- |
| 48       |          |          |          | 1        | 2        | 3        | 4        |
| 49       | 5        | 6        | 7        | 8        | 9        | 10       | 11       |
| 50       | 12       | 13       | 14       | 15       | 16       | 17       | 18       |
| 51       | 19       | 20       | 21       | 22       | 23       | 24       | 25       |
| 52       | 26       | 27       | 28       | 29       | 30       | 31       |          |

| Januar | Januar | Januar | Januar | Januar | Januar | Januar | Januar |
| Kw     | Mo     | Di     | Mi     | Do     | Fr     | Sa     | So     |
| ------ | ------ | ------ | ------ | ------ | ------ | ------ | ------ |
| 52     |        |        |        |        |        | 1      | 2      |
| 1      | 3      | 4      | 5      | 6      | 7      | 8      | 9      |
| 2      | 10     | 11     | 12     | 13     | 14     | 15     | 16     |
| 3      | 17     | 18     | 19     | 20     | 21     | 22     | 23     |
| 4      | 24     | 25     | 26     | 27     | 28     | 29     | 30     |
| 5      | 31     |        |        |        |        |        |        |

| Februar | Februar | Februar | Februar | Februar | Februar | Februar | Februar |
| Kw      | Mo      | Di      | Mi      | Do      | Fr      | Sa      | So      |
| ------- | ------- | ------- | ------- | ------- | ------- | ------- | ------- |
| 5       |         | 1       | 2       | 3       | 4       | 5       | 6       |
| 6       | 7       | 8       | 9       | 10      | 11      | 12      | 13      |
| 7       | 14      | 15      | 16      | 17      | 18      | 19      | 20      |
| 8       | 21      | 22      | 23      | 24      | 25      | 26      | 27      |
| 9       | 28      |         |         |         |         |         |         |

| März | März | März | März | März | März | März | März |
| Kw   | Mo   | Di   | Mi   | Do   | Fr   | Sa   | So   |
| ---- | ---- | ---- | ---- | ---- | ---- | ---- | ---- |
| 9    |      | 1    | 2    | 3    | 4    | 5    | 6    |
| 10   | 7    | 8    | 9    | 10   | 11   | 12   | 13   |
| 11   | 14   | 15   | 16   | 17   | 18   | 19   | 20   |
| 12   | 21   | 22   | 23   | 24   | 25   | 26   | 27   |
| 13   | 28   | 29   | 30   | 31   |      |      |      |

| April | April | April | April | April | April | April | April |
| Kw    | Mo    | Di    | Mi    | Do    | Fr    | Sa    | So    |
| ----- | ----- | ----- | ----- | ----- | ----- | ----- | ----- |
| 13    |       |       |       |       | 1     | 2     | 3     |
| 14    | 4     | 5     | 6     | 7     | 8     | 9     | 10    |
| 15    | 11    | 12    | 13    | 14    | 15    | 16    | 17    |
| 16    | 18    | 19    | 20    | 21    | 22    | 23    | 24    |
| 17    | 25    | 26    | 27    | 28    | 29    | 30    |       |

| Mai | Mai | Mai | Mai | Mai | Mai | Mai | Mai |
| Kw  | Mo  | Di  | Mi  | Do  | Fr  | Sa  | So  |
| --- | --- | --- | --- | --- | --- | --- | --- |
| 17  |     |     |     |     |     |     | 1   |
| 18  | 2   | 3   | 4   | 5   | 6   | 7   | 8   |
| 19  | 9   | 10  | 11  | 12  | 13  | 14  | 15  |
| 20  | 16  | 17  | 18  | 19  | 20  | 21  | 22  |
| 21  | 23  | 24  | 25  | 26  | 27  | 28  | 29  |
| 22  | 30  | 31  |     |     |     |     |     |

| Juni | Juni | Juni | Juni | Juni | Juni | Juni | Juni |
| Kw   | Mo   | Di   | Mi   | Do   | Fr   | Sa   | So   |
| ---- | ---- | ---- | ---- | ---- | ---- | ---- | ---- |
| 22   |      |      | 1    | 2    | 3    | 4    | 5    |
| 23   | 6    | 7    | 8    | 9    | 10   | 11   | 12   |
| 24   | 13   | 14   | 15   | 16   | 17   | 18   | 19   |
| 25   | 20   | 21   | 22   | 23   | 24   | 25   | 26   |
| 26   | 27   | 28   | 29   | 30   |      |      |      |

| Juli | Juli | Juli | Juli | Juli | Juli | Juli | Juli |
| Kw   | Mo   | Di   | Mi   | Do   | Fr   | Sa   | So   |
| ---- | ---- | ---- | ---- | ---- | ---- | ---- | ---- |
| 26   |      |      |      |      | 1    | 2    | 3    |
| 27   | 4    | 5    | 6    | 7    | 8    | 9    | 10   |
| 28   | 11   | 12   | 13   | 14   | 15   | 16   | 17   |
| 29   | 18   | 19   | 20   | 21   | 22   | 23   | 24   |
| 30   | 25   | 26   | 27   | 28   | 29   | 30   | 31   |

| August | August | August | August | August | August | August | August |
| Kw     | Mo     | Di     | Mi     | Do     | Fr     | Sa     | So     |
| ------ | ------ | ------ | ------ | ------ | ------ | ------ | ------ |
| 31     | 1      | 2      | 3      | 4      | 5      | 6      | 7      |
| 32     | 8      | 9      | 10     | 11     | 12     | 13     | 14     |
| 33     | 15     | 16     | 17     | 18     | 19     | 20     | 21     |
| 34     | 22     | 23     | 24     | 25     | 26     | 27     | 28     |
| 35     | 29     | 30     | 31     |        |        |        |        |

| September | September | September | September | September | September | September | September |
| Kw        | Mo        | Di        | Mi        | Do        | Fr        | Sa        | So        |
| --------- | --------- | --------- | --------- | --------- | --------- | --------- | --------- |
| 35        |           |           |           | 1         | 2         | 3         | 4         |
| 36        | 5         | 6         | 7         | 8         | 9         | 10        | 11        |
| 37        | 12        | 13        | 14        | 15        | 16        | 17        | 18        |
| 38        | 19        | 20        | 21        | 22        | 23        | 24        | 25        |
| 39        | 26        | 27        | 28        | 29        | 30        |           |           |

| Oktober | Oktober | Oktober | Oktober | Oktober | Oktober | Oktober | Oktober |
| Kw      | Mo      | Di      | Mi      | Do      | Fr      | Sa      | So      |
| ------- | ------- | ------- | ------- | ------- | ------- | ------- | ------- |
| 39      |         |         |         |         |         | 1       | 2       |
| 40      | 3       | 4       | 5       | 6       | 7       | 8       | 9       |
| 41      | 10      | 11      | 12      | 13      | 14      | 15      | 16      |
| 42      | 17      | 18      | 19      | 20      | 21      | 22      | 23      |
| 43      | 24      | 25      | 26      | 27      | 28      | 29      | 30      |
| 44      | 31      |         |         |         |         |         |         |

| November | November | November | November | November | November | November | November |
| Kw       | Mo       | Di       | Mi       | Do       | Fr       | Sa       | So       |
| -------- | -------- | -------- | -------- | -------- | -------- | -------- | -------- |
| 44       |          | 1        | 2        | 3        | 4        | 5        | 6        |
| 45       | 7        | 8        | 9        | 10       | 11       | 12       | 13       |
| 46       | 14       | 15       | 16       | 17       | 18       | 19       | 20       |
| 47       | 21       | 22       | 23       | 24       | 25       | 26       | 27       |
| 48       | 28       | 29       | 30       |          |          |          |          |

| Dezember | Dezember | Dezember | Dezember | Dezember | Dezember | Dezember | Dezember |
| Kw       | Mo       | Di       | Mi       | Do       | Fr       | Sa       | So       |
| -------- | -------- | -------- | -------- | -------- | -------- | -------- | -------- |
| 48       |          |          |          | 1        | 2        | 3        | 4        |
| 49       | 5        | 6        | 7        | 8        | 9        | 10       | 11       |
| 50       | 12       | 13       | 14       | 15       | 16       | 17       | 18       |
| 51       | 19       | 20       | 21       | 22       | 23       | 24       | 25       |
| 52       | 26       | 27       | 28       | 29       | 30       | 31       |          |

## Jahreswidmungen
- 1994 ist „Internationales Jahr der Familie“ von den Vereinten Nationen
- 1994 ist „Internationales Jahr des Sports und des Olympischen Ideals“
- Die Eichenrotkappe (Leccinum quercinum) ist Pilz des Jahres (Deutsche Gesellschaft für Mykologie)
- Der Weißstorch (Ciconia ciconia) ist Vogel des Jahres (NABU/Deutschland)
- Die Eibe (Taxus baccata) ist Baum des Jahres (Kuratorium Baum des Jahres/Deutschland)
- Der Rothirsch (Cervus elaphus) ist Tier des Jahres (Schutzgemeinschaft Deutsches Wild)
- Das Sumpf-Glanzkraut (Liparis loeselii) ist Orchidee des Jahres (Arbeitskreise Heimische Orchideen/Deutschland)

## Ereignisse

### Politik und Weltgeschehen

#### Januar

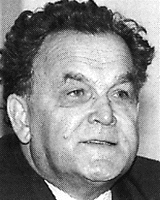
Otto Stich

- 01. Januar: In Deutschland wird die Eisenbahn privatisiert; die Deutsche Bundesbahn und die Deutsche Reichsbahn werden zusammengeführt und in die Deutsche Bahn AG umgewandelt
- 01. Januar: Otto Stich wird erneut Bundespräsident der Schweiz
- 01. Januar: Das Europäische Währungsinstitut (EWI) wird gegründet und das Abkommen über die Schaffung des Europäischen Wirtschaftsraums (EWR) tritt in Kraft
- 01. Januar: Das Nordamerikanische Freihandelsabkommen, das North American Agreement on Environmental Cooperation und das North American Agreement on Labor Cooperation zwischen Mexiko, den USA und Kanada treten in Kraft
- 01. Januar: Mit der Besetzung mehrerer Gemeinden in Chiapas beginnt der Aufstand der Zapatisten in Mexiko
- 15. Januar: Zwischen 16:06 und 16:28 Uhr beobachten in Neuruppin etwa 30 Personen mehr als 5 Kugelblitze.
- 16. Januar: Das Abkommen zur Erhaltung der europäischen Fledermauspopulationen tritt in Kraft
- 20. Januar: Kasachstan wird Mitglied bei der Asiatischen Entwicklungsbank

#### Februar
- 05. Februar: Burundi. Cyprien Ntaryamira wird Staatspräsident
- 10. Februar: Vanuatu wird Mitglied in der UNESCO
- 14. Februar: Durch Genickschuss wird im russischen Nowotscherkassk Andrei Romanowitsch Tschikatilo hingerichtet. Der Serienmörder hat von 1978 bis 1990 nachgewiesenermaßen 53 Menschen getötet. Ein Gericht verurteilte ihn dafür zu dreifacher Todesstrafe und 86 Jahren Haft.
- 16. Februar: In Hamburg-Billstedt wird der erste Fixerraum in Deutschland eingerichtet.
- 17. Februar: Belgien wird zum Bundesstaat. Verfassungsänderung
- 20. Februar: In der Schweiz wird die Eidgenössische Volksinitiative «zum Schutze des Alpengebietes vor dem Transitverkehr» angenommen

#### März

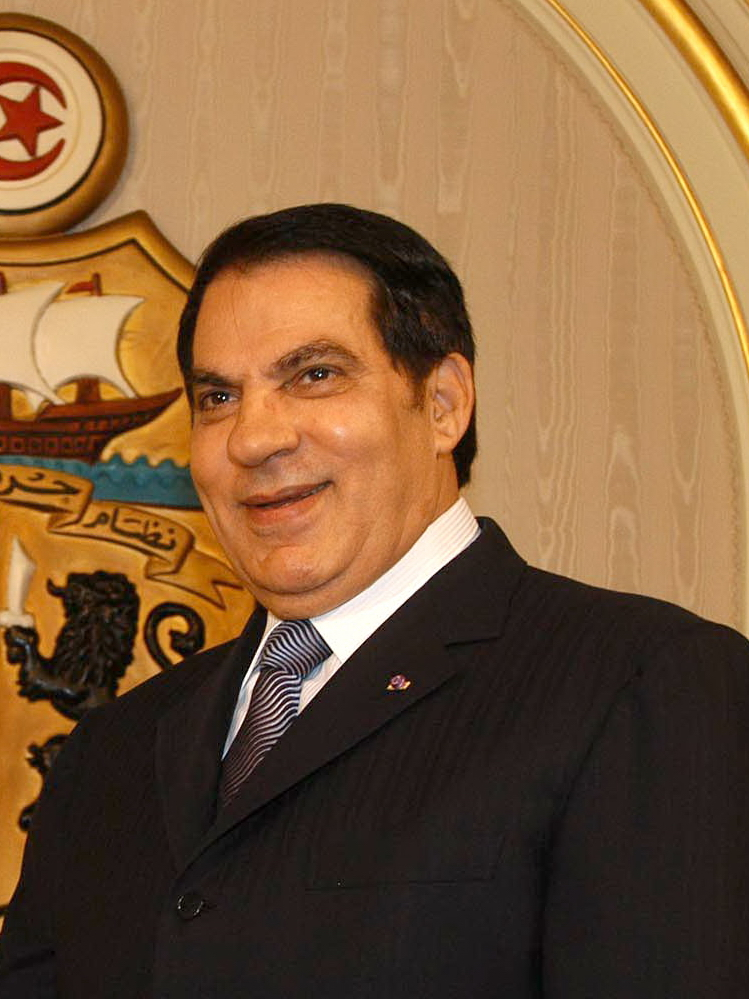
Zine el-Abidine Ben Ali

- 01. März: Südafrika tritt seine Exklave Walfischbai an Namibia ab, Deutschlandpremiere von Schindlers Liste
- 07. März: Georgien unterzeichnet den Vertrag über die Nichtverbreitung von Kernwaffen
- 07. März: Erste freie Parlamentswahlen in Kasachstan
- 09. März: Im Amtsgericht Euskirchen sterben sieben Menschen durch ein Bombenattentat eines Amokläufers.
- 18. März: In Washington unterzeichnen Vertreter von Bosnien-Herzegowina und Kroatien einen Föderationsvertrag.
- 19. März: Bei von der Arbeiterpartei Kurdistans unterstützten Kurdenprotesten in Deutschland zünden sich in Mannheim zwei Frauen selbst an. Eine stirbt, die andere überlebt schwer verletzt.
- 20. März: Tunesien. Zine el-Abidine Ben Ali wird als Staatspräsident in seinem Amt bestätigt
- 21. März: Das Rahmenübereinkommen der Vereinten Nationen über Klimaänderungen tritt in Kraft.
- 23. März: Der zur Wahl als Staatspräsident Mexikos kandidierende Luis Donaldo Colosio wird bei einem Wahlkampfauftritt in Tijuana von einem Attentäter getötet.
- 27. März: Bei den Parlamentswahlen in Italien wird die Partei Forza Italia des Medienunternehmers Silvio Berlusconi zu einer dominierenden Kraft und ermöglicht ihm die Bildung einer Mitte-rechts-Regierung.
- 31. März: Die Britische Rheinarmee wird offiziell aufgelöst. Teile der Streitkräfte sind als British Forces Germany weiterhin in Deutschland stationiert.

#### April
- 01. April: Ungarn stellt Antrag auf Beitritt zur EU, die Stiftung der Leucorea wird in der Lutherstadt Wittenberg gegründet
- 06. April: Das Flugzeug mit dem ruandischen Staatspräsidenten Juvénal Habyarimana und dem burundischen Staatspräsident Cyprien Ntaryamira an Bord wird beim Landeanflug auf Kigali abgeschossen – der Völkermord in Ruanda beginnt
- 11. April: Andorra. Aufnahme in den Europarat
- 15. April: Gründung der WTO
- 16. April: Hutu-Soldaten beginnen in Ruanda damit, das Massaker von Nyarubuye unter den Tutsi anzurichten. Einschließlich des folgenden Tages sterben bis zu etwa 2000 Menschen in der Stadt bei diesem Akt des Völkermords.
- 22. April: Mit der Festnahme von Arno Funke, der zuvor als anonymer Kaufhauserpresser Dagobert Schlagzeilen machte, endet einer der am längsten dauernden Erpressungsfälle in Deutschland.
- 25. April: Massenhupkonzert („Buzinão“) als Protest gegen die Wirtschaftspolitik der Regierung Aníbal Cavaco Silva in Lissabon.
- 27. April: In Südafrika tritt nach dem Ende der Apartheid eine neue Verfassung in Kraft. Sie garantiert den Menschen aller Rassen die Gleichberechtigung und das Wahlrecht. Die Homelands werden wieder mit Südafrika vereinigt.
- 29. April: Freundschafts- und Kooperationsvertrag zwischen der Mongolei und der Volksrepublik China

#### Mai
- 04. Mai: Ägypten. Unterzeichnung des Gaza-Jericho-Abkommens unter Schirmherrschaft Mohamed Hosni Mubaraks
- 09. Mai: Finnland tritt der „Partnerschaft für den Frieden“ (Partnership for Peace Programm) der NATO bei

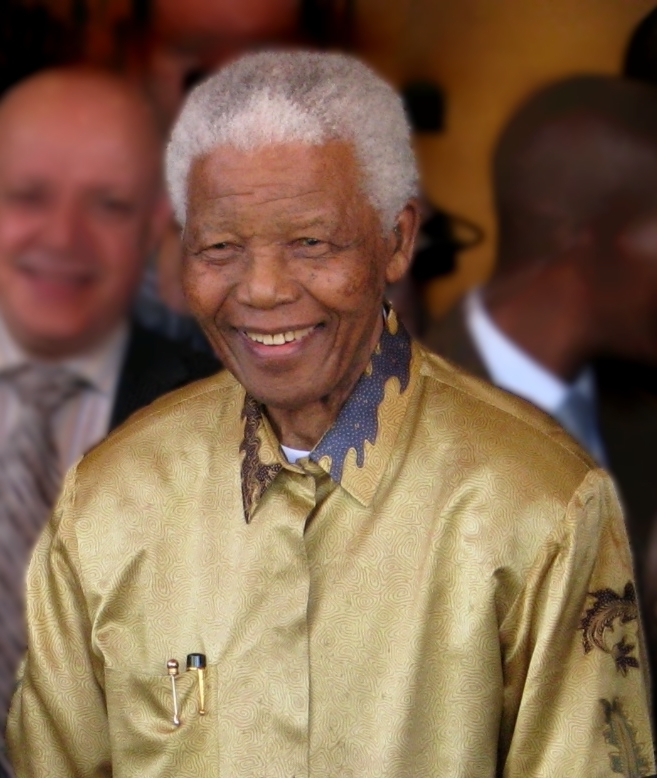
Nelson Mandela (2008)

- 10. Mai: Nelson Mandela wird erster schwarzafrikanischer Präsident Südafrikas.
- 10. Mai: John Wayne Gacy wird in den USA durch die Giftspritze hingerichtet. Der Serienmörder war vorher wegen Tötens von 33 Menschen zu 21-mal lebenslanger Haft und zwölfmaliger Todesstrafe verurteilt worden.
- 12. Mai: Armenien. Waffenstillstand um Bergkarabach
- 14. Mai: Waffenstillstand zwischen Georgien und Abchasien
- 17. Mai: Erste freie Wahlen in Malawi
- 27. Mai: Kasachstan unterzeichnet das Rahmendokument „Partnerschaft für den Frieden“ (Partnership for Peace Programm) der NATO

#### Juni

12. Juni: EU-Volksabstimmung in Österreich

- 01. Juni: Unterzeichnung Kirgisistans des PfP (Partnership for Peace)-Abkommens der NATO in Brüssel
- 06. Juni: Äthiopien. Wahlen zu einer Verfassunggebenden Versammlung
- 06. Juni: US-Präsident Bill Clinton besucht Riga, Lettland
- 11. Juni: § 175 StGB zur männlichen Homosexualität wird in Deutschland gestrichen
- 12. Juni: Österreich entscheidet sich in einer Volksabstimmung für den EU-Beitritt
- 20. Juni: Im iranischen Maschhad werden beim Bombenanschlag auf die Moschee mit dem Imam-Reza-Schrein 26 Menschen getötet und etwa 80 verletzt.
- 24. Juni: Russland und die Europäische Union unterzeichnen ein umfangreiches Partnerschafts- und Kooperationsabkommen.
- 26. Juni: Bei der Landtagswahl in Sachsen-Anhalt liegen SPD und CDU Kopf an Kopf mit 34,4 % und 34,0 % der Stimmen. Die FDP verliert 10 %-Punkte und scheidet aus dem Landtag aus. Der SPD-Spitzenkandidat Reinhard Höppner bildet in der Folge mit den Grünen eine rot-grüne Minderheits-Koalition mit Duldung der PDS, dieses wird in der Presse „Magdeburger Modell“ genannt.
- 30. Juni: Auflösung des Bundesgesundheitsamtes im Zusammenhang mit Problemen mit HIV-kontaminierten Blutprodukten.

#### Juli
- 08. Juli: Gründung der Wirtschaftsunion zwischen Kirgisistan, Kasachstan und Usbekistan
- 08. Juli: Beim G7-Gipfeltreffen der westlichen Industrienationen in Neapel nimmt erstmals mit Boris Jelzin ein russischer Präsident an den Beratungen teil.
- 08. Juli: Der nordkoreanische Staatsgründer und jahrzehntelanger Diktator des Landes, Kim Il-sung, stirbt im Alter von 82 Jahren.
- 12. Juli: Das Bundesverfassungsgericht hält Auslandseinsätze der Bundeswehr unter UN-Mandat für grundgesetzkonform.
- 18. Juli: Bei einem Bombenanschlag auf das jüdische Gemeindezentrum in Buenos Aires kommen 85 Menschen ums Leben, mehr als 300 werden verletzt.
- 26. Juli: Lennart Meri, Estland, und Boris Jelzin, Russland, unterzeichnen in Moskau das Abkommen über den Abzug der russischen Truppen in Estland.

#### August
- August: Der Bundesnachrichtendienst führt die „Operation Hades“ durch, einen von der Behörde inszenierten Plutoniumschmuggel. Der Skandal wurde schon 1995 aufgedeckt und machte unter der Bezeichnung „Plutonium-Affäre“ weltweit Schlagzeilen.
- 05. August: In Havanna kommt es zu den schwersten Unruhen seit Machtantritt Fidel Castros. Infolgedessen hebt Kubas Regierung die Bewachung der Küstengewässer auf und löst dadurch eine Massenflucht in die USA aus.
- 10. August: Abkommen zwischen der Republik Moldau und der Russischen Föderation über den Abzug der restlichen Truppen, hauptsächlich der 14. Russischen Gardearmee, innerhalb von drei Jahren.
- 16. August: Die oppositionelle People’s Alliance gewinnt die Parlamentswahl in Sri Lanka.
- 27. August: Die neue Verfassung der Republik Moldau tritt in Kraft.
- 31. August: Die letzten russischen Truppen verlassen Estland.
- 31. August: Abschluss des Abzugs der Truppen Russlands aus Lettland
- 31. August: Die russische Westgruppe der Truppen wird in Berlin offiziell von ihrem Präsidenten Boris Jelzin und Bundeskanzler Helmut Kohl aus Deutschland verabschiedet.

#### September
- 02. September: Bulgarien, Rücktritt von Ministerpräsident Ljuben Berov.
- 11. September: Bei der Landtagswahl in Sachsen verteidigt die CDU ihre absolute Mehrheit, die SPD verliert, die PDS gewinnt hinzu. FDP und Neues Forum sind nicht mehr im Landtag vertreten. Auch in Brandenburg ist Wahlsonntag: die SPD erreichte die absolute Mehrheit, Manfred Stolpe bleibt Ministerpräsident.
- 25. September: Landtagswahl in Bayern, die erste unter dem seit dem Vorjahr amtierenden Ministerpräsidenten Edmund Stoiber. Die CSU kann die absolute Mehrheit der Stimmen verteidigen.
- 30. September: Die im Dezember 1950 aufgestellte 248 German Security Unit wird aufgrund des Abzugs der Alliierten als Deutsche Dienstorganisation der Britischen Streitkräfte in Berlin ersatzlos demobilisiert.

#### Oktober
- 01. Oktober: Burundi. Sylvestre Ntibantunganya wird neuer Staatspräsident
- 01. Oktober: Teburoro Tito wird als Staatspräsident von Kiribati gewählt
- 03. Oktober: Fernando Henrique Cardoso wird Präsident von Brasilien
- 09. Oktober: Nationalratswahl in Österreich. SPÖ stimmenstärkste Partei.
- 11. Oktober: Der zweite Senat des Bundesverfassungsgerichts erklärt den Kohlepfennig für verfassungswidrig
- 16. Oktober: Die Finnen entscheiden sich in einem Referendum für einen Beitritt zur EU
- 16. Oktober: Die Bundestagswahl 1994 ist die zweite nach der Wiedervereinigung der beiden deutschen Staaten Bundesrepublik Deutschland und DDR. Helmut Kohl bleibt Kanzler einer CDU/CSU-FDP-Koalition, Rudolf Scharping unterliegt ihm.
- 17. Oktober: Bulgarien. Auflösung des Parlaments
- 26. Oktober: Jordanien schließt Friedensvertrag mit Israel in Wadi Arabah

#### November
- 09. November: Chandrika Kumaratunga (People’s Alliance) gewinnt die Präsidentschaftswahl in Sri Lanka, sie wird am 12. November im Amt vereidigt
- 10. November: Irak erkennt die Grenzen Kuwaits an
- 13. November: Die Schweden entscheiden sich in einem landesweiten Referendum für den Beitritt zur EU
- 16. November: Emomalij Rahmonow wird Staatspräsident in Tadschikistan
- 16. November: Das Seerechtsübereinkommen der Vereinten Nationen tritt in Kraft
- 20. November: Angola. Unterzeichnung des Protokolls von Lusaka
- 22. November: Waffenstillstand in Angola
- 28. November: Eine knappe Mehrheit von 52,2 % der Abstimmenden lehnt bei einer Volksabstimmung den Beitritt Norwegens zur EU ab.

#### Dezember

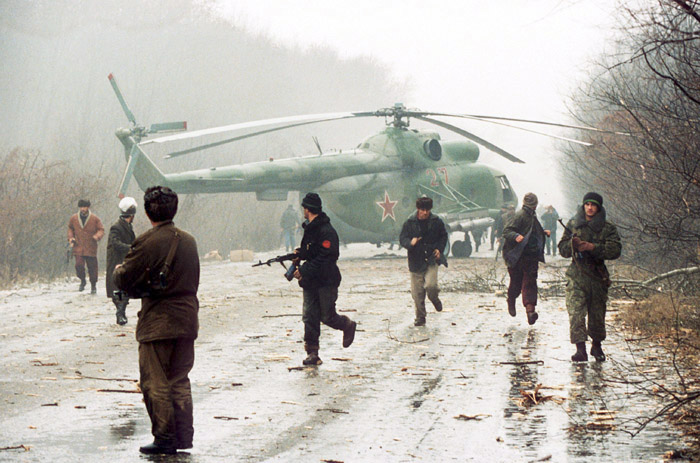
Tschetschenische Kämpfer mit einem zur Notlandung gezwungenen russischen Mil Mi-8

- 02. Dezember: In Frankfurt am Main wird erstmals im Bundesgebiet ein Fixerraum für Heroinsüchtige eingerichtet
- 05. Dezember: Budapester Memorandum, in dem die Russische Föderation, das Vereinigte Königreich und die Vereinigten Staaten gemeinsam Kasachstan, Belarus und der Ukraine Sicherheitsgarantien in Verbindung mit deren Beitritt zum Atomwaffensperrvertrag und als Gegenleistung für die Beseitigung aller Nuklearwaffen auf ihrem Territorium.
- 05. Dezember: OSZE-Gipfeltreffen in Budapest
- 05. Dezember: Hubschrauberunfall in Mannheim
- 07. bis 8. Dezember: Präsidentschaftswahl in Namibia
- 08. Dezember: Die Verfassung der Demokratischen Bundesrepublik Äthiopien wird von der Übergangsregierung Äthiopiens angenommen.
- 11. Dezember: Parlamentswahlen in Turkmenistan
- 11. Dezember: Mit dem Einmarsch russischer Truppen in die nach Unabhängigkeit strebende Republik Tschetschenien beginnt der Erste Tschetschenienkrieg
- 12. Dezember: Südafrika wird wieder Mitglied in der UNESCO
- 15. Dezember: Palau wird Mitglied bei den Vereinten Nationen
- 16. Dezember: Albanien beantragt die Aufnahme in die NATO
- 26. Dezember: Die französische Spezialeinheit Groupe d’intervention de la gendarmerie nationale (GIGN) beendet die von drei Terroristen der Groupe Islamique Armé zwei Tage zuvor in Algier begonnene Entführung von Air-France-Flug 8969 auf dem Flughafen Marseille. Die Terroristen kommen dabei ums Leben. Außer vier zuvor von den Entführern erschossenen Passagieren kann die Spezialeinheit die verbliebenen Geiseln befreien.

#### Undatiert
- Genozid in Ruanda: Hutus morden fast eine Million Tutsis

### Wirtschaft
- 01. Januar: Die Deutsche Bahn AG wird gegründet.
- 01. Januar: Aserbaidschan. Die eigene Währung, der Manat, wird einzige Landeswährung (früher war auch der Rubel gesetzliches Zahlungsmittel).
- 08. April: Die erste Thailändisch-Laotische Freundschaftsbrücke wird eröffnet, sie verbindet Vientiane mit Nong Khai. Als zweite den Mekong überspannende Brücke ermöglicht sie die Verbindung zwischen den beiden Hauptstädten Bangkok in Thailand und Vientiane in Laos.
- 05. Juli: Das US-amerikanische Unternehmen Amazon wird durch Jeff Bezos gegründet.
- 26. Juli: Mit dem Zweiten Finanzmarktförderungsgesetz beschließt der Deutsche Bundestag unter anderem die Errichtung des Bundesaufsichtsamtes für den Wertpapierhandel und die Aufnahme eines Straftatbestandes für Insiderhandel in das Strafgesetzbuch.

### Wissenschaft und Technik
- 03. Februar: Vom Kennedy Space Center hebt die US-Raumfähre Discovery zur Space-Shuttle-Mission STS-60 ab. Erstmals befindet sich mit Sergei Konstantinowitsch Krikaljow auch ein russischer Raumfahrer an Bord.
- 27. März: Das Mehrzweckkampfflugzeug Eurofighter EF 2000 absolviert seinen Erstflug in Manching.
- 10. Mai: Ringförmige Sonnenfinsternis (USA, Marokko)
- 16. bis 22. Juli: Der Planet Jupiter wird von den Fragmenten des Kometen Shoemaker-Levy 9 getroffen.
- 07. Oktober: In der Fachzeitschrift Science wird der erste Nachweis für ein sogenanntes Brustkrebsgen, bezeichnet als BRCA1, bekannt gegeben.
- 10. Oktober: Håkon Wium Lie veröffentlicht seinen Vorschlag für „Cascading HTML style sheets“.
- 12. Oktober: Die Hauptbohrung des Kontinentalen Tiefbohrprogramms der Bundesrepublik Deutschland wird bei einer Tiefe von 9101 Metern beendet.
- 13. Oktober: Das Web-Archiv American Memory, das von der Library of Congress betreut wird, geht ans Netz.
- 13. Oktober: Die erste Version des Netscape Navigator wird veröffentlicht.
- 03. November: Totale Sonnenfinsternis (Bolivien, Paraguay, Brasilien)
- 09. November: Der Gesellschaft für Schwerionenforschung gelingt es erstmals, das später Darmstadtium genannte Element 110 durch Verschmelzung eines Blei- und eines Nickel-Ions zu erzeugen.
- 14. November: Der Eurotunnel zwischen Calais in Frankreich und Folkestone in England wird für den Personenverkehr freigegeben.
- 14. November: In der etwa 98 Millionen Lichtjahre von der Erde entfernten Galaxie NGC 3370 im Sternbild Löwe bemerkt der Astronom S. Van Dyk eine entstandene Supernova.

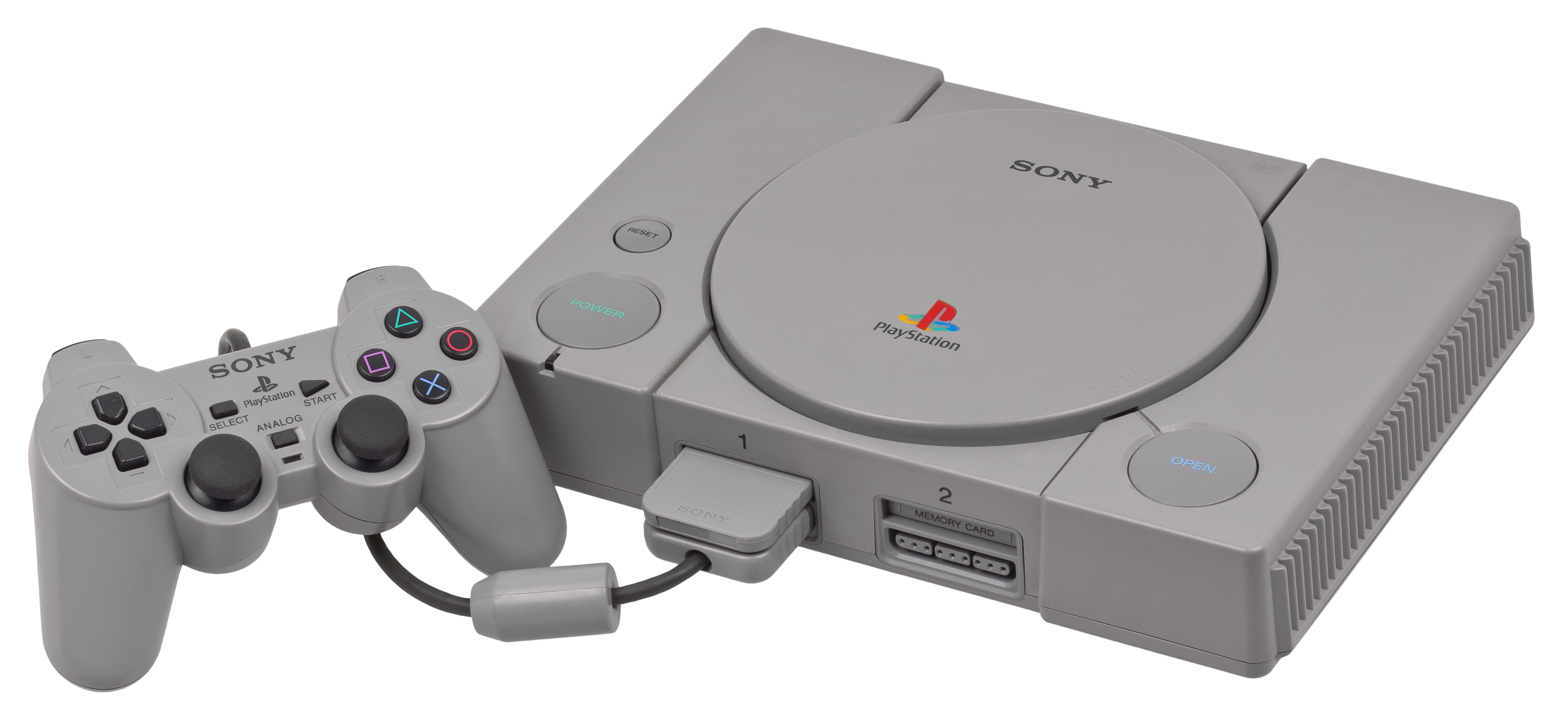
Sony PlayStation

- 03. Dezember: Sony bringt in Japan die PlayStation auf den Markt.
- 08. Dezember: Einem Forscherteam bei der Gesellschaft für Schwerionenforschung in Darmstadt gelingt die Herstellung des künstlichen chemischen Elements mit der Ordnungszahl 111, das später den Namen Roentgenium erhalten wird.
- 18. Dezember: Jean-Marie Chauvet entdeckt an der Ardèche in Südfrankreich die nach ihm benannte Chauvet-Höhle mit über 300 Höhlenmalereien, die über 30.000 Jahre alt sind.
- Die Arbeitsgruppe um den US-amerikanischen Virologen Patrick S. Moore und Yuan Chang entdeckt das Humane Herpesvirus Typ 8 (HHV-8).

### Kultur
- 01. Januar: Das historische Opernhaus Gran Teatre del Liceu in Barcelona wird durch einen Brand zerstört.
- 01. März: Kulturabkommen zwischen Deutschland und Ungarn
- 03. März: Kulturabkommen zwischen Deutschland und Belarus
- 22. März: Steven Spielbergs Holocaust-Drama „Schindlers Liste“ wird mit sieben Oscars ausgezeichnet.
- 05. April: Kurt Cobain begeht Suizid. Seine Band Nirvana löst sich in der Folge nach dem Tod ihres Sängers und Gitarristen auf.
- 30. April: Paul Harrington und Charlie McGettigan gewinnen in Dublin mit dem Lied Rock'n'Roll Kids für Irland die 39. Auflage des Eurovision Song Contest.
- 25. Mai: Nach zwanzigjährigem Exil in den USA kehrt der russische Schriftsteller Alexander Solschenizyn in seine Heimat zurück.
- 14. Juni: Helmut Kohl eröffnet das Haus der Geschichte.
- 12. August – 14. August: In Saugerties, New York, findet das Festival Woodstock II statt, das von etwa 350.000 Menschen besucht wird.
- 26. August: Kulturabkommen zwischen Deutschland und Kroatien. In Kraft seit dem 23. Januar 1998
- 26. August: Die irische Band The Kelly Family veröffentlicht das Album Over the Hump und erreicht damit den Durchbruch, vor allem auch im deutschsprachigen Raum.
- 13. Oktober: Das Onlinearchiv American Memory geht online.

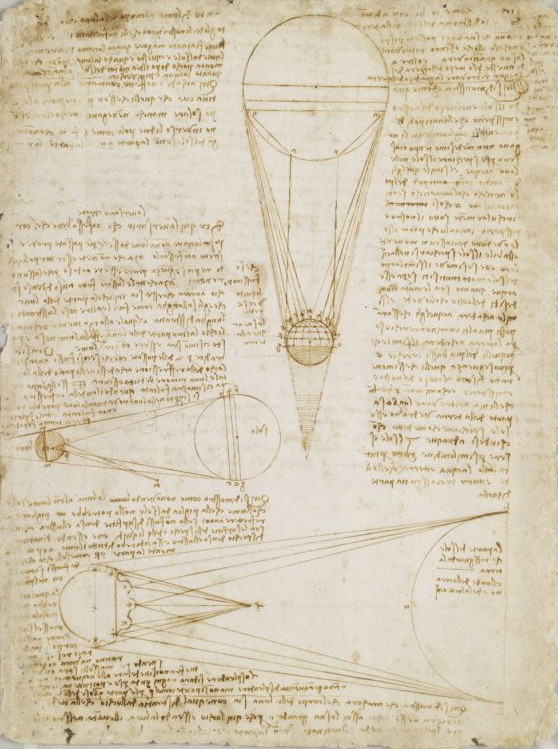
Codex Leicester

- 11. November: Der Codex Leicester (auch als Codex Hammer bekannt), eine gebundene Sammlung von Blättern mit wissenschaftlichen Schriften, Notizen, Skizzen und Zeichnungen Leonardo da Vincis, wird vom Auktionshaus Christie’s für 30,8 Millionen US-Dollar an den Unternehmer Bill Gates versteigert. Damit ist der Kodex die teuerste jemals verkaufte Handschrift der Welt.
- 24. November: Die MTV Europe Music Awards finden am Brandenburger Tor in Berlin zum ersten Mal statt.
- 16. Dezember: Kulturabkommen zwischen Deutschland und Kasachstan. In Kraft seit dem 5. Juni 2003
- Eröffnung des Museums der Arbeit in Hamburg
- Eröffnung des Bildhauermuseums Prof. Wandschneider
- Erstmalige Vergabe des Wolfgang-Hahn-Preis Köln.
- Das Internetportal Excite wird gegründet.
- In den Musikcharts vieler Länder dominieren Eurodance-Künstler wie Ace of Base.

### Religion
- 12. März: Erstmals weiht die Church of England zwei Frauen zu Priesterinnen, nachdem in der Generalversammlung der anglikanischen Kirche die Weihe von Frauen bereits 1975 für möglich erklärt wurde.
- 28. April: Die evangelische Pfarrerin Gertraud Knoll wird im Burgenland zur ersten Superintendentin in Österreich gewählt.
- 27. Juni: Errichtung der Bistümer Erfurt, Görlitz und Magdeburg; Erhebung des Bistums Berlin zum Erzbistum.
- 05. Oktober: In der Schweiz werden bei Cheiry und Granges-sur-Salvan 53 Tote, in Kanada fünf Tote aufgefunden, die der Sekte der Sonnentempler angehört haben. Die Strafverfolgungsbehörden nehmen wegen der angeblichen Massenselbsttötung Ermittlungen auf.
- 24. Oktober: Neuerrichtung des Erzbistums Hamburg

### Katastrophen
Kleinere Unglücksfälle sind in den Unterartikeln von Katastrophe und in der Liste von Katastrophen aufgeführt.
- 03. Januar: Irkutsk, Russland. Absturz einer Tupolew Tu-154 der Baikal Air kurz nach dem Start Richtung Moskau wegen Triebwerksproblemen. Alle 125 Menschen an Bord und einer am Boden starben
- 17. Januar: Das Northridge-Erdbeben mit der Stärke 6,7 trifft auch Los Angeles. Es gibt 57 Tote, mehr als 9.000 Verletzte.
- 15. Februar: Ein Erdbeben der Stärke 6,9 auf Sumatra, Indonesien. 207 Tote
- 23. März: Der Aeroflot-Flug 593, geflogen von einem Airbus A310, stürzte in der Nähe von Meschduretschensk ab, nachdem der Kapitän seinen 15-jährigen Sohn ans Steuer gelassen hat. Alle 75 Insassen kamen ums Leben.
- 14. April: Teile von Sachsen-Anhalt werden von einem schweren Hochwasser der Saale heimgesucht. Im vollständig überfluteten Ort Schellsitz erreicht der Fluss einen Pegelstand von 6,35 Meter.
- 26. April: Nagoya, Japan. Ein aus Taipeh, Taiwan kommender Airbus A300 der taiwanischen China Airlines stürzte beim Landeanflug ab. Die Piloten hatten nicht bemerkt, dass der Autopilot versehentlich auf Durchstarten eingestellt war und steuerten vergeblich dagegen. 264 Menschen starben, sieben überlebten das Unglück
- 02. Juni: Ein Erdbeben der Stärke 7,8 auf Java. 277 Tote
- 06. Juni: Ein Erdbeben der Stärke 6,8 in Kolumbien. 795 Tote
- 06. Juni: Xi’an, Volksrepublik China. Eine Tupolew Tu-154 der China Northwest Airlines stürzte zehn Minuten nach dem Start ab. Alle 160 Menschen an Bord starben
- 18. August: Ein Erdbeben der Stärke 5,9 in Algerien. 159 Tote
- 08. September: Pittsburgh, Pennsylvania, USA. Eine Boeing 737 der US Airways aus Chicago stürzte während des Landeanflugs ab, nachdem das Seitenruder außer Kontrolle geraten war. Alle 132 Menschen an Bord starben
- 18./19. September: Vulkanausbrüche auf der Insel Neubritannien zerstören die Stadt Rabaul fast gänzlich
- 28. September: Schweden/Estland. Untergang der Passagierfähre Estonia auf der Fahrt von Tallinn nach Stockholm. Mit ihr verlieren 852 Menschen ihr Leben. Bisher größte zivile Schifffahrtskatastrophe nach Ende des Zweiten Weltkrieges
- 21. Oktober: In der südkoreanischen Hauptstadt Seoul stürzt die Seongsu-Brücke ein, wobei 32 Menschen ihr Leben verlieren.

### Natur und Umwelt
- 10. September: In Australien wird im Wollemi-Nationalpark eine bis dahin nur aus Fossilienfunden bekannte Art der Araukariengewächse, Wollemia nobilis, entdeckt.

### Sport
- 29. Januar: Die Skirennläuferin Ulrike Maier verunglückt tödlich während der Kandahar-Abfahrt in Garmisch-Partenkirchen. Der Sturz ereignet sich bei einer Live-Übertragung im Fernsehen.
- 12. Februar: Eröffnung der XVII. Olympischen Winterspiele in Lillehammer (Norwegen). Sie sind die ersten Spiele außerhalb des „normalen“ Zyklus, der vom IOC geändert wurde, um alle zwei Jahre abwechselnd Winter- und Sommerspiele auszurichten.
- 25. Februar: Die 16-jährige Oksana Bayul gewann in Lillehammer die erste olympische Goldmedaille für die unabhängige Ukraine.
- 17. März: Der Finne Toni Nieminen steht auf der Skiflugschanze in Planica als erster Skispringer einen Sprung von 203 Meter, nachdem zuvor der Österreicher Andreas Goldberger als erster Mensch auf über 200 Meter gesprungen, aber gestürzt war.
- 27. März bis 13. November: Austragung der 45. Formel-1-Weltmeisterschaft
- 29. März bis 9. Oktober: Austragung der 46. FIM-Motorrad-Straßenweltmeisterschaft
- 23. April: Das Phantomtor von Thomas Helmer beim Spiel des FC Bayern München gegen den 1. FC Nürnberg (2:1) schreibt Fußballgeschichte.
- 24. April: England gewinnt das Finale der Frauen-Rugby-Union-Weltmeisterschaft in Edinburgh 38:23 gegen die Vereinigten Staaten.
- 30. April und 1. Mai: In Imola ereignet sich eines der tragischsten Formel-1-Wochenenden. Im Qualifying am Samstag verunglückt Roland Ratzenberger und im Rennen am Sonntag der dreifache Weltmeister Ayrton Senna tödlich.
- 06. Mai: Lennox Lewis gewinnt seinen Boxkampf und Weltmeistertitel im Schwergewicht gegen Phil Jackson im Convention Center, Atlantic City, New Jersey, USA, durch technischen K. o.
- 17. Juni bis 17. Juli: Die 15. Fußball-WM in den USA gewinnt Brasilien vor Italien.
- 24. September: Oliver McCall gewinnt seinen Boxkampf und Weltmeistertitel im Schwergewicht gegen Lennox Lewis in der Wembley Arena, London, Großbritannien, durch technischen K. o.
- 05. November: George Foreman wird – 20 Jahre nach Rumble in the Jungle – erneut Boxweltmeister.
- 13. November: Michael Schumacher wird erster deutscher Formel-1-Weltmeister mit insgesamt 92 Punkten, einem Punkt mehr als sein Konkurrent Damon Hill.

Einträge von Leichtathletik-Weltrekorden siehe unter der jeweiligen Disziplin unter Leichtathletik.
- Die FIFA führt die Golden-Goal-Regelung ein.

## Geboren

### Januar
- 01. Januar: Emilie Hegh Arntzen, norwegische Handballspielerin
- 01. Januar: Daniela Kadewa, bulgarische Biathletin
- 01. Januar: Elin Skrzipczyk, deutsche Sängerin
- 01. Januar: LaMonte Wade, US-amerikanischer Baseballspieler
- 02. Januar: Mona Ameziane, deutsche Moderatorin
- 02. Januar: Sophie Fasold, US-amerikanische Handballspielerin
- 03. Januar: Romuald Lacazette, französischer Fußballspieler
- 03. Januar: Dunja Zdouc, österreichische Biathletin
- 04. Januar: Tasi Limtiaco, mikronesischer Schwimmer
- 04. Januar: Nemanja Mladenović, serbischer Handballspieler
- 07. Januar: Thibault Corbaz, Schweizer Fußballspieler
- 08. Januar: Thees Glabisch, deutscher Handballspieler
- 08. Januar: Anna Wahls, deutsche Crosslauf-Sommerbiathletin
- 09. Januar: Rudolf Faluvégi, ungarischer Handballspieler
- 09. Januar: Maximilian Schachmann, deutscher Radrennfahrer
- 10. Januar: Mohammed Aman, äthiopischer Mittelstreckenläufer
- 10. Januar: Florian Bilic, deutscher Politiker (CDU), Mitglied des Bundestages
- 10. Januar: Christoper Jan Busse, deutscher Schauspieler
- 10. Januar: Jonas Omlin, Schweizer Fußballtorhüter
- 11. Januar: Wassili Podkorytow, kasachischer Biathlet
- 12. Januar: Albion Avdijaj, albanisch-schweizerischer Fußballspieler

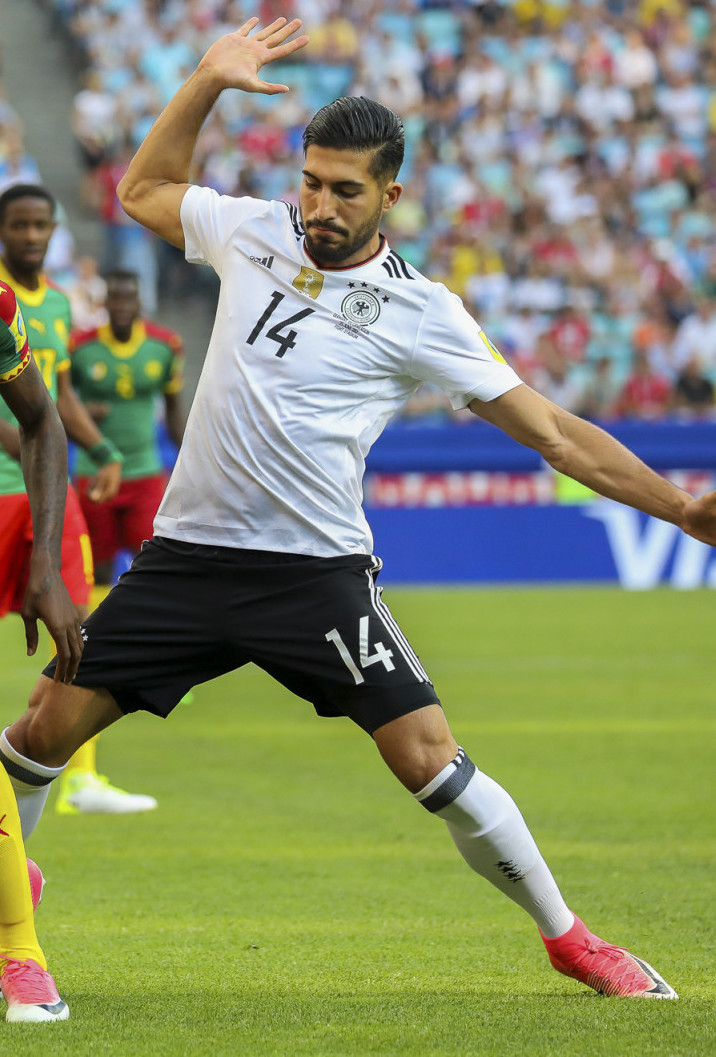
Emre Can (2017)

- 12. Januar: Emre Can, deutscher Fußballspieler
- 12. Januar: Elit İşcan, türkische Schauspielerin
- 12. Januar: Jonas Maier, deutscher Handballspieler
- 12. Januar: Fabian Schnellhardt, deutscher Fußballspieler
- 14. Januar: Gisela Pulido, spanische Kitesurferin
- 14. Januar: Lotte Flack, deutsche Schauspielerin
- 14. Januar: Thomas Hettegger, österreichischer Skirennläufer
- 14. Januar: Carolin Worbs, deutsche Autorin und Sprecherin
- 14. Januar: Vivien Wulf, deutsche Schauspielerin
- 15. Januar: Jonas Nietfeld, deutscher Fußballspieler
- 15. Januar: Ryo Song-hui, nordkoreanische Eishockeyspielerin
- 15. Januar: Disarstar, deutscher Rapper
- 16. Januar: Marc Amann, deutscher Geschwindigkeitsskifahrer
- 16. Januar: Rosina Schneeberger, österreichische Skirennläuferin
- 17. Januar: Anastassija Kondratjewa, kasachische Biathletin
- 17. Januar: Anuschka Tochtermann, deutsche Schauspielerin
- 19. Januar: Hakan Barış, deutsch-türkischer Fußballspieler
- 19. Januar: Matthias Ginter, deutscher Fußballspieler
- 20. Januar: Verena Aschauer, österreichische Fußballspielerin
- 21. Januar: Anna-Lena Freese, deutsche Leichtathletin
- 21. Januar: André Hazes junior, niederländischer Nachwuchssänger
- 21. Januar: Marny Kennedy, australische Schauspielerin
- 21. Januar: Laura Robson, britische Tennisspielerin
- 22. Januar: Daniel Corrêa Freitas, brasilianischer Fußballspieler († 2018)
- 22. Januar: Martin Yves Angha-Lötscher, Schweizer Fußballspieler
- 23. Januar: Jekaterina Larionowa, kasachische Ringerin
- 27. Januar: Rani Khedira, deutsch-tunesischer Fußballspieler
- 27. Januar: Alex Riberas, spanischer Autorennfahrer
- 27. Januar: Jack Stephens, englischer Fußballspieler
- 27. Januar: Liliane Zillner, österreichische Schauspielerin
- 28. Januar: Lina Victoria Schmeink, deutsche Regisseurin und Drehbuchschreiberin
- 30. Januar: Werenoi, französischer Rapper († 2025)
- 31. Januar: Silke Lippok, deutsche Schwimmerin
- 31. Januar: Jaron Siewert, deutscher Handballspieler
- 31. Januar: Florian Stritzel, deutscher Fußballtorwart
- 31. Januar: Kenneth Zohoré, dänischer Fußballspieler

### Februar
- 01. Februar: Jacob Gunkel, deutscher Schauspieler
- 01. Februar: Assad Nouhoum, deutscher Fußballschiedsrichter und Ingenieur

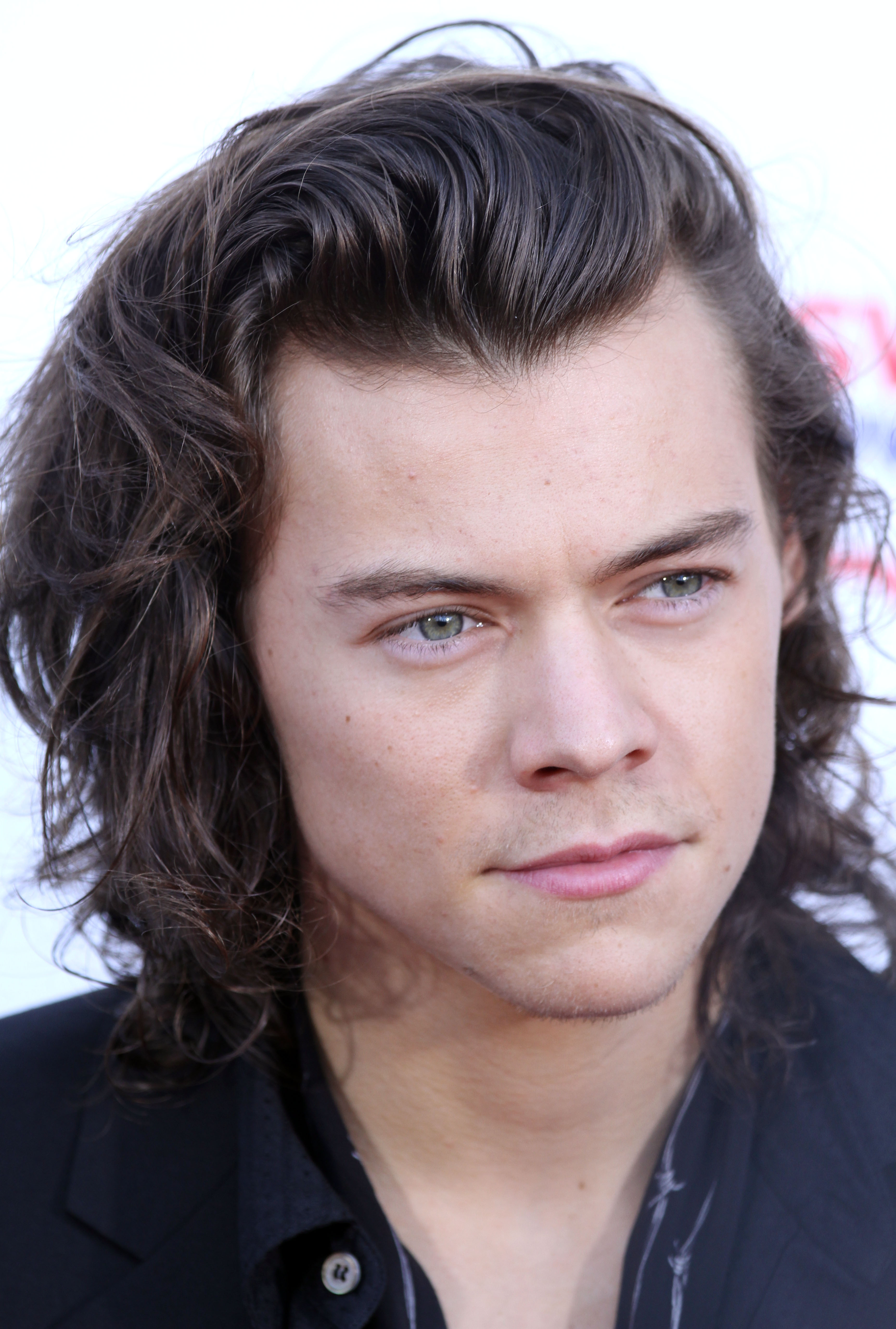
Harry Styles (2014)

- 01. Februar: Harry Styles, Mitglied der Boyband One Direction
- 02. Februar: Borja López, spanischer Fußballspieler
- 03. Februar: Justin Bilyeu, US-amerikanischer Fußballspieler
- 03. Februar: Armand Drevina, deutscher Fußballspieler
- 03. Februar: Jewgeni Klimow, russischer Skispringer
- 03. Februar: Markus Krojer, deutscher Schauspieler
- 03. Februar: Dennis van de Laar, niederländischer Automobilrennfahrer
- 03. Februar: Malaika Mihambo, deutsche Leichtathletin
- 04. Februar: Miguel Ángel López, kolumbianischer Radrennfahrer
- 05. Februar: Moritz Krieter, deutscher Handballspieler
- 05. Februar: Francesco Lamon, italienischer Radrennfahrer
- 05. Februar: Lena Petermann, deutsche Fußballspielerin
- 06. Februar: Aldrich Bailey, US-amerikanischer Sprinter
- 06. Februar: Danny Handling, schottischer Fußballspieler
- 06. Februar: João Teixeira, portugiesischer Fußballspieler
- 06. Februar: Josh Webster, britischer Automobilrennfahrer
- 06. Februar: İbrahim Yılmaz, türkischer Fußballspieler
- 07. Februar: Katharina Beddies, deutsche Handballspielerin
- 07. Februar: Xenia Goodwin, australische Schauspielerin und Tänzerin
- 07. Februar: Elisa Schlott, deutsche Schauspielerin
- 08. Februar: Abdoul Ba, mauretanisch-französischer Fußballspieler
- 08. Februar: Hakan Çalhanoğlu, deutsch-türkischer Fußballspieler
- 08. Februar: Fabian Wiede, deutscher Handballspieler
- 08. Februar: Nikki Yanofsky, kanadische Sängerin
- 10. Februar: Evelyn Insam, italienische Skispringerin
- 10. Februar: Makenzie Vega, US-amerikanische Schauspielerin
- 11. Februar: Florian Bauer, deutscher Bobfahrer
- 11. Februar: Dominic Janes, US-amerikanischer Schauspieler
- 11. Februar: Luca Garritano, italienischer Fußballspieler
- 12. Februar: Luiz Gustavo, brasilianischer Fußballspieler
- 13. Februar: Memphis Depay, niederländischer Fußballspieler
- 13. Februar: Hugo Hofstetter, französischer Radrennfahrer
- 13. Februar: Thimo Meitner, deutscher Schauspieler
- 13. Februar: Timmi Trinks, deutscher Schauspieler
- 14. Februar: Levent Ayçiçek, deutscher Fußballspieler
- 14. Februar: Paul Butcher, US-amerikanischer Schauspieler
- 15. Februar: Nico Denz, deutscher Radrennfahrer
- 16. Februar: Federico Bernardeschi, italienischer Fußballspieler
- 16. Februar: Ava Max, US-amerikanische Sängerin
- 16. Februar: Annika Beck, deutsche Tennisspielerin
- 17. Februar: Kyle Ebecilio, niederländischer Fußballspieler
- 17. Februar: Traisy Tukiet, malaysische Wasserspringerin
- 17. Februar: Emanuele Zonzini, san-marinesischer Automobilrennfahrer
- 18. Februar: Jeong Ho-seok, südkoreanischer Rapper
- 18. Februar: Jennifer Onasanya, niederländisch-österreichische Bobsportlerin
- 19. Februar: Maryna Gąsienica-Daniel, polnische Skirennläuferin
- 19. Februar: Jordan Moore, schottischer Fußballspieler
- 20. Februar: Stephanie Brunner, österreichische Skirennläuferin
- 20. Februar: Giorgia Lo Bue, italienische Ruderin
- 23. Februar: Dakota Fanning, US-amerikanische Schauspielerin
- 23. Februar: Antonia Münchow, deutsche Schauspielerin
- 23. Februar: Rona Özkan, deutsche Schauspielerin
- 23. Februar: Klaus Steinbacher, deutscher Schauspieler
- 24. Februar: Ryan Fraser, schottischer Fußballspieler
- 24. Februar: Max-Henri Herrmann, französisch-deutscher Handballspieler
- 24. Februar: Núria Pau, spanische Skirennläuferin
- 24. Februar: Earl Sweatshirt, US-amerikanischer Rapper, Produzent und Songwriter
- 25. Februar: Mackenzie Elizabeth Arnold, australische Fußballspielerin
- 25. Februar: Eugenie Bouchard, kanadische Tennisspielerin
- 25. Februar: Matthew Brabham, australisch-US-amerikanischer Automobilrennfahrer
- 25. Februar: Rouven Israel, deutscher Schauspieler
- 25. Februar: Lena Schulte, deutsche Fußballspielerin
- 26. Februar: Jordan King, britischer Automobilrennfahrer
- 26. Februar: Julia Preussger, deutsche Skilangläuferin
- 26. Februar: Nicola Romanin, italienischer Biathlet
- 27. Februar: Henri Battilani, italienischer Skirennläufer
- 27. Februar: Hou Yifan, chinesische Schachspielerin
- 28. Februar: Jake Bugg, britischer Singer-Songwriter
- 28. Februar: Jeong Ha-dam, südkoreanische Schauspielerin

### März

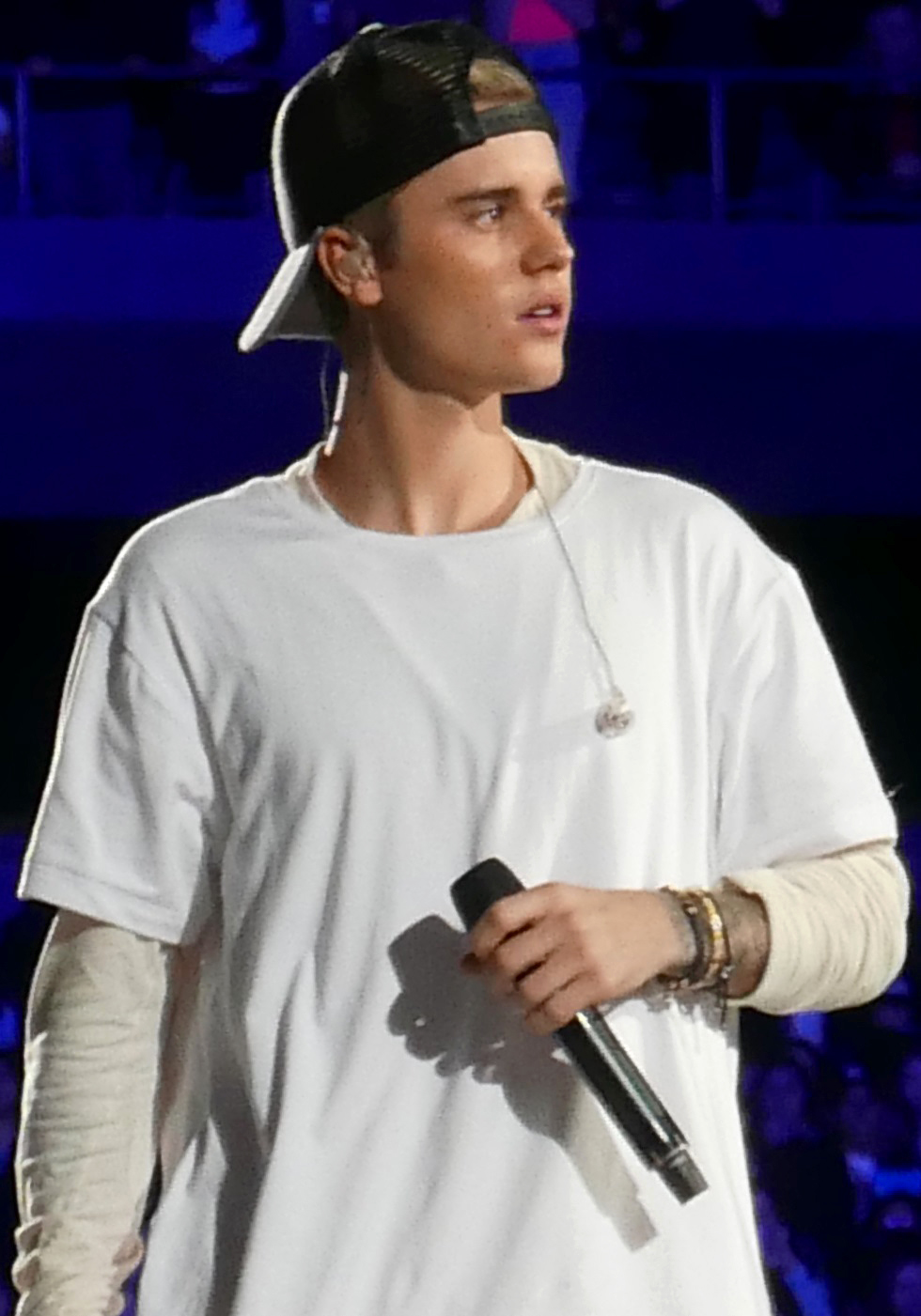
Justin Bieber 2015

- 01. März: Justin Bieber, kanadischer Sänger
- 03. März: Sarah Pöppel, deutsche Skispringerin
- 06. März: Yassin Ayoub, marokkanisch-niederländischer Fußballspieler
- 06. März: Nils Politt, deutscher Radrennfahrer
- 08. März: Dylan Tombides, australischer Fußballspieler († 2014)
- 08. März: Stefan Huber, österreichischer Skispringer
- 09. März: Isabel Drescher, deutsche Eiskunstläuferin
- 11. März: Tayfun Aksoy, belgisch-türkischer Fußballspieler
- 11. März: Tiesj Benoot, belgischer Radrennfahrer
- 11. März: Haruna Sakakibara, japanische Ruderin
- 11. März: Carlos Mané, portugiesischer Fußballspieler
- 11. März: Franziska Preuß, deutsche Biathletin
- 12. März: Katie Archibald, schottische Bahnradsportlerin
- 12. März: Christina Grimmie, US-amerikanische Sängerin († 2016)
- 12. März: Nans Peters, französischer Radrennfahrer
- 14. März: Ansel Elgort, US-amerikanischer Schauspieler
- 14. März: Matteo Agnesod, italienischer Naturbahnrodler
- 14. März: Melanie Eminger, deutsche Fußballspielerin
- 14. März: Richard Gonda, slowakischer Automobilrennfahrer
- 15. März: Nijel Amos, botswanischer Mittelstreckenläufer
- 17. März: Tarik Hadžić, montenegrinischer Skirennläufer
- 17. März: Marcel Sabitzer, österreichischer Fußballspieler
- 18. März: Giorgio Roda, italienischer Automobilrennfahrer
- 19. März: Marvin Kirchhöfer, deutscher Automobilrennfahrer
- 19. März: Miriam Ziegler, österreichische Eiskunstläuferin
- 20. März: Julia Clair, französische Skispringerin
- 20. März: Lena Kesting, deutsche Journalistin und Fernsehmoderatorin
- 20. März: Branden Troock, kanadischer Eishockeyspieler
- 21. März: Manuel Steitz, deutscher Schauspieler
- 22. März: Luise von Finckh, deutsche Schauspielerin
- 22. März: Armin Frauscher, österreichischer Rennrodler
- 23. März: Matteo Beretta, italienischer Automobilrennfahrer
- 23. März: Gadi Kinda, israelischer Fußballspieler († 2025)
- 23. März: Joni Mustonen, finnischer Biathlet und Skilangläufer
- 23. März: Nick Powell, englischer Fußballspieler
- 25. März: Justin Prentice, US-amerikanischer Schauspieler
- 25. März: Marco Pfiffner, Liechtensteiner Skirennläufer
- 26. März: Mihaela-Veronica Foișor, rumänische Schachspielerin
- 27. März: Yoan Cardinale, französischer Fußballtorwart
- 28. März: Cheng Fangming, chinesischer Biathlet
- 29. März: Sulli, Sängerin und Schauspielerin († 2019)
- 30. März: Ahmet Arslan, deutscher Fußballspieler
- 30. März: Laurențiu Brănescu, rumänischer Fußballspieler
- 30. März: Jetro Willems, niederländischer Fußballspieler
- 31. März: Thomas Batuello, US-amerikanischer Schauspieler und Musiker
- 31. März: Mads Würtz Schmidt, dänischer Radrennfahrer

### April
- 02. April: Dario Seifert, deutscher Politiker
- 02. April: Anna-Lena Vollmer, deutsche Fußballspielerin
- 03. April: Renáta Csiki, ungarische Handballerin
- 03. April: Christian Gartner, österreichischer Fußballspieler
- 06. April: Ling Zhi, chinesischer Curler
- 07. April: Paula Moltzan, US-amerikanische Skirennläuferin
- 09. April: Claude Gonçalves, portugiesisch-französischer Fußballspieler
- 09. April: Mona Khaled, ägyptische Schachspielerin
- 09. April: Joey Pollari, US-amerikanischer Schauspieler
- 10. April: Edem Atovor, ghanaische Fußballspielerin
- 11. April: Bruno Armirail, französischer Radrennfahrer
- 11. April: Dakota Richards, britische Schauspielerin
- 11. April: Lukas Scepanik, deutscher Fußballspieler
- 12. April: Luca Chikovani, italienischer Popsänger und YouTuber
- 12. April: Saoirse Ronan, irische Schauspielerin
- 13. April: Kasper Antonsen, dänischer Badmintonspieler
- 13. April: Laurynas Kulikas, deutscher Fußballspieler
- 13. April: Ricarda Lobe, deutsche Leichtathletin
- 15. April: Axcil Jefferies, simbabwischer Automobilrennfahrer
- 16. April: Onur Bulut, deutsch-türkischer Fußballspieler
- 16. April: Liliana Mumy, US-amerikanische Schauspielerin und Synchronsprecherin
- 17. April: Silvana Chojnowski, deutsch-polnische Fußballspielerin
- 17. April: Julia Kykkänen, finnische Skispringerin
- 17. April: Michal Plocek, tschechischer Ruderer († 2016)
- 17. April: Dakota Skye, US-amerikanische Pornodarstellerin († 2021)

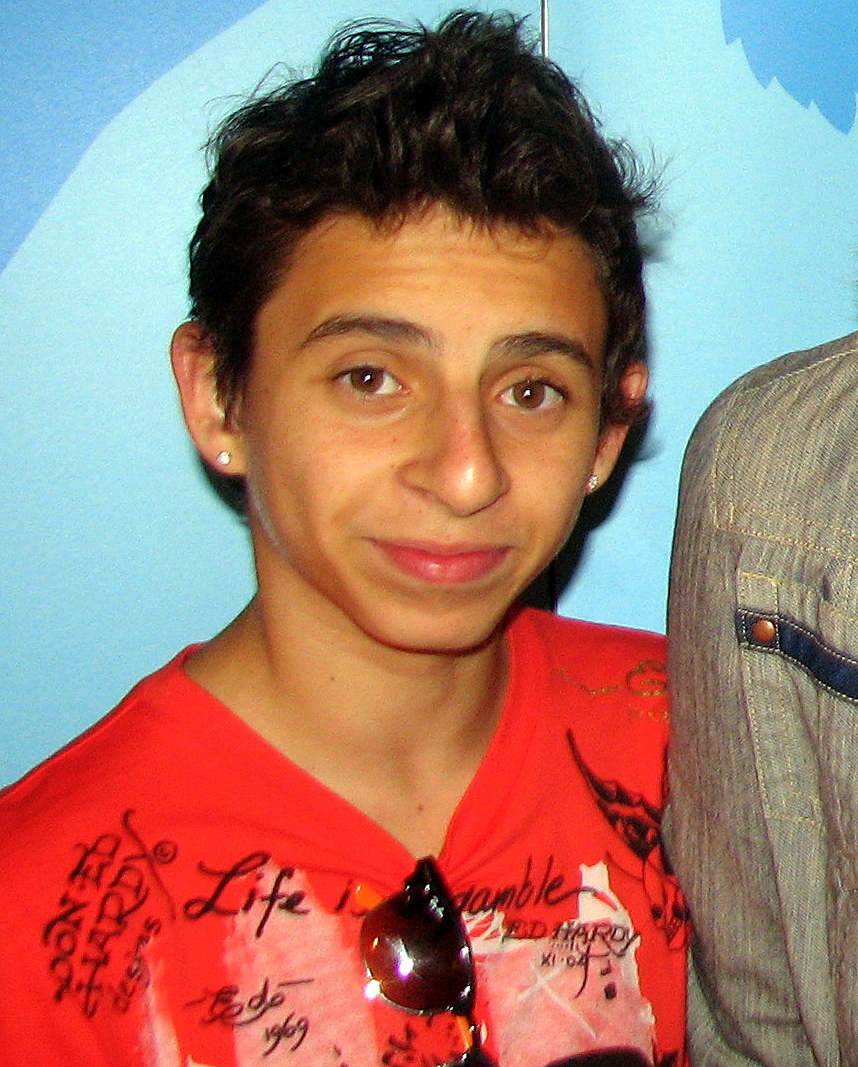
Moises Arias

- 18. April: Moisés Arias, US-amerikanischer Schauspieler
- 18. April: Michael Gregoritsch, österreichischer Fußballspieler
- 18. April: Ömer Güven, türkischer Fußballspieler
- 20. April: Riccardo Agostini, italienischer Automobilrennfahrer
- 20. April: Line Kjærsfeldt, dänische Badmintonspielerin
- 20. April: Gianni Moscon, italienischer Radrennfahrer
- 21. April: Hans Carl Ludwig Augustinsson, schwedischer Fußballspieler
- 21. April: Helge Mark Lodder, deutscher Schauspieler und Musicaldarsteller

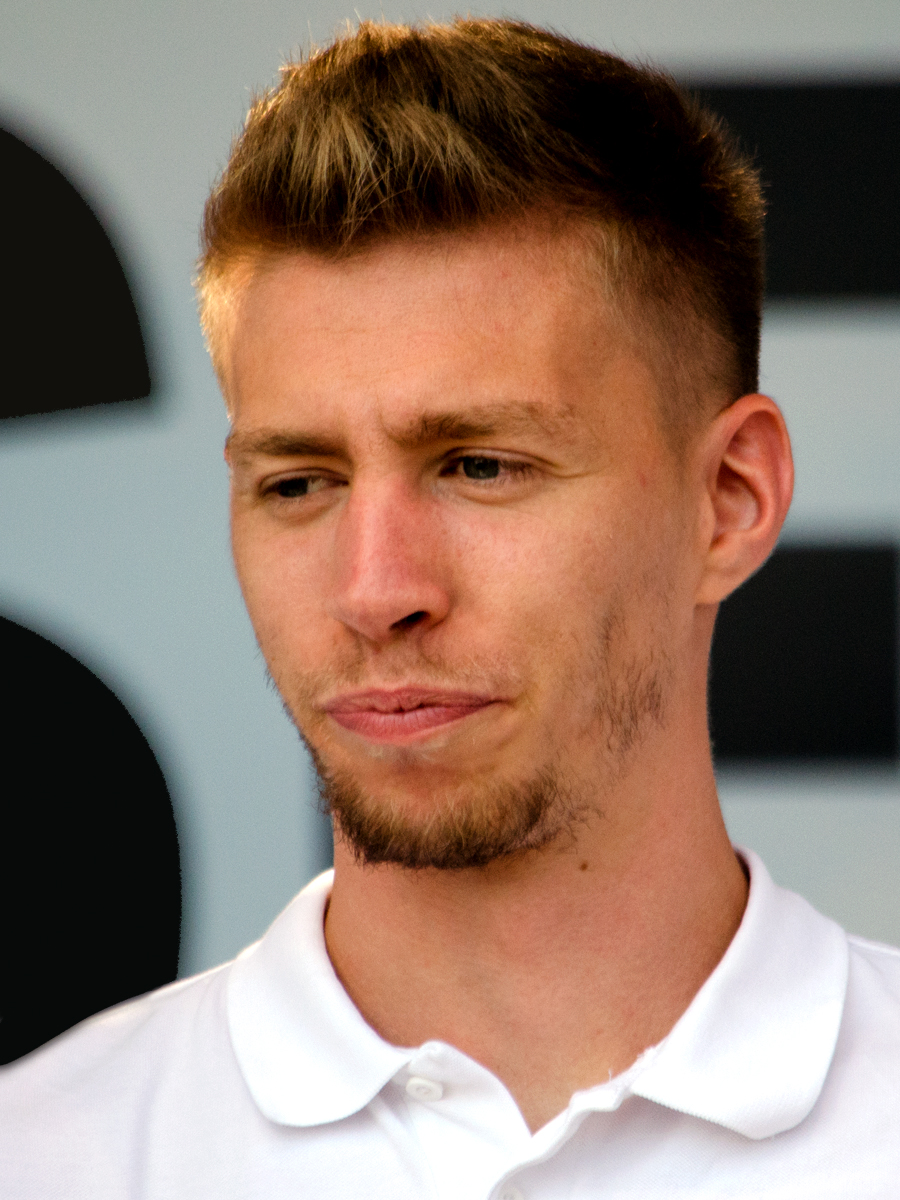
Mitchell Weiser

- 21. April: Mitchell Weiser, deutscher Fußballspieler
- 22. April: Nils Quaschner, deutscher Fußballspieler
- 22. April: Xenia Smits, deutsche Handballspielerin
- 24. April: Kira Schnack, deutsche Handballspielerin
- 25. April: Jake Caskey, englischer Fußballspieler
- 25. April: Maggie Rogers, US-amerikanische Singer-Songwriterin
- 25. April: Marcel Sobottka, deutscher Fußballspieler
- 25. April: Lucas Woudenberg, niederländischer Fußballspieler
- 26. April: Daniil Kwjat, russischer Automobilrennfahrer
- 28. April: Jakub Klášterka, tschechischer Automobilrennfahrer
- 28. April: Maxim Simin, russischer Automobilrennfahrer
- 28. April: Mina Tanaka, japanische Fußballspielerin
- 29. April: Michael Clarke, deutsch-kanadischer Eishockeyspieler
- 29. April: Ken Roczen, deutscher Motocrossfahrer
- 29. April: Reza Alipour, iranischer Sportkletterer
- 30. April: Jakub Mareczko, italienischer Radrennfahrer
- 30. April: Inkululeko Suntele, lesothischer Boxer († 2017)
- 30. April: Robert Tonyan, US-amerikanischer American-Football-Spieler

### Mai
- 01. Mai: Victor Montalvo, US-amerikanischer Breaker
- 02. Mai: Sven Gielnik, deutscher Schauspieler, Drehbuchautor und Regisseur
- 04. Mai: Alexander Gould, US-amerikanischer Schauspieler und Synchronsprecher
- 04. Mai: Sophia Kircher, österreichische Politikerin
- 05. Mai: Mattia Caldara, italienischer Fußballspieler
- 05. Mai: Javier Manquillo, spanischer Fußballspieler
- 05. Mai: Hafizh Syahrin, malaiischer Motorradrennfahrer
- 05. Mai: Simon Wiener, Schweizer Violinist und Komponist
- 06. Mai: Kevin Friesenbichler, österreichischer Fußballspieler
- 06. Mai: Nina Siewert, deutsche Schauspielerin
- 07. Mai: Kevin Herbst, deutscher Handballspieler
- 07. Mai: Taylor Wilson, US-amerikanischer Kernforscher
- 09. Mai: Vittorio Ghirelli, italienischer Automobilrennfahrer
- 10. Mai: Mitchell Gilbert, australischer Automobilrennfahrer
- 10. Mai: Yūki Itō, japanische Skispringerin
- 11. Mai: Dmytro Biloserow, ukrainischer Billardspieler
- 11. Mai: Miriam Katzer, deutsche Schauspielerin
- 11. Mai: Ana-Carolina Kleine, deutsche Schauspielerin
- 11. Mai: Andrea Reghin, italienischer Grasskiläufer
- 11. Mai: Yanina Weiland, deutsche Volleyballspielerin
- 12. Mai: Nick Schilkey, US-amerikanischer Eishockeyspieler
- 13. Mai: Yves Kunkel, deutscher Handballspieler
- 14. Mai: Sebastian Schönberger, österreichischer Radrennfahrer
- 12. Mai: Drew Mikuska, US-amerikanischer Schauspieler
- 15. Mai: Renata Rinatowna Chusina, russische Skeletonpilotin
- 15. Mai: Jonas Hunziker, Schweizer Freestyle-Skier
- 16. Mai: Kamu Grugier-Hill, US-amerikanischer American-Football-Spieler
- 16. Mai: Miles Heizer, US-amerikanischer Schauspieler
- 16. Mai: Jason Rüesch, Schweizer Skilangläufer
- 16. Mai: Anthony Turgis, französischer Radrennfahrer
- 16. Mai: Zeca, brasilianischer Fußballspieler
- 17. Mai: Jason Spriggs, US-amerikanischer American-Football-Spieler
- 17. Mai: Stefan Terzić, serbischer Handballspieler
- 17. Mai: Marius Ungureanu, rumänischer Biathlet
- 19. Mai: María Xiao, portugiesisch-spanische Tischtennisspielerin
- 20. Mai: Joshua Bell, australischer Sportschütze
- 20. Mai: Ryan Tveter, US-amerikanischer Automobilrennfahrer
- 20. Mai: Piotr Zieliński, polnischer Fußballspieler
- 21. Mai: Tom Daley, britischer Wasserspringer
- 22. Mai: Joseph Larweh Attamah, ghanaischer Fußballspieler
- 22. Mai: Miho Takagi, japanische Eisschnellläuferin
- 24. Mai: Zaid Ashkanani, kuwaitischer Automobilrennfahrer
- 25. Mai: Hasan Batuhan Artarslan, türkischer Fußballspieler
- 25. Mai: Madita Giehl, deutsche Fußballspielerin
- 25. Mai: Kylee, japanisch-US-amerikanische Sängerin
- 26. Mai: Jolyn Beer, deutsche Sportschützin
- 26. Mai: Jherson Vergara, kolumbianischer Fußballspieler
- 27. Mai: Maximilian Arnold, deutscher Fußballspieler
- 27. Mai: João Cancelo, portugiesischer Fußballspieler
- 27. Mai: Ethan Dampf, US-amerikanischer Schauspieler
- 28. Mai: Son Yeon-jae, südkoreanische rhythmische Sportgymnastin
- 28. Mai: John Stones, englischer Fußballspieler
- 29. Mai: Dan Feeney, US-amerikanischer American-Football-Spieler
- 30. Mai: Jake Hughes, britischer Automobilrennfahrer
- 30. Mai: Annika Meyer, dänische Handballspielerin
- 30. Mai: Laurence St-Germain, kanadische Skirennläuferin
- 31. Mai: Anna-Sophia Claus, deutsche Schauspielerin
- 31. Mai: Will Ramos, US-amerikanischer Metal-Sänger
- 31. Mai: Rico Seith, deutscher Sänger

### Juni
- 01. Juni: Nicole Gerlach, österreichische Grasskiläuferin († 2019)
- 01. Juni: Ella-Maria Gollmer, deutsche Schauspielerin
- 01. Juni: Bradley Pinion, US-amerikanischer American-Football-Spieler
- 01. Juni: Ricarda Reffo, deutsche Schauspielerin und Fotomodell
- 02. Juni: Jemma McKenzie-Brown, britische Schauspielerin
- 02. Juni: Finn Kretschmer, deutscher Handballspieler
- 02. Juni: Arshak Makichyan, russischer Klimaaktivist
- 02. Juni: Antonio Spavone, italienischer Automobilrennfahrer
- 03. Juni: Germán Conti, argentinischer Fußballspieler
- 03. Juni: Larry Ogunjobi, US-amerikanischer American-Football-Spieler
- 03. Juni: Anne Winters, US-amerikanische Schauspielerin
- 04. Juni: Richard Aßmus, deutscher Bahnradsportler
- 04. Juni: Aaron Koszuta, deutscher Schauspieler
- 05. Juni: Rabia Gülec, deutsche Taekwondoin
- 08. Juni: Nick Benson, US-amerikanischer Schauspieler
- 09. Juni: Keisha Grey, US-amerikanische Pornodarstellerin
- 09. Juni: Imogen Waterhouse, britische Schauspielerin und Model
- 11. Juni: Ivana Baquero, spanische Schauspielerin
- 11. Juni: Federico Cecon, italienischer Skispringer
- 11. Juni: Thomas Hennessy, US-amerikanischer American-Football-Spieler
- 12. Juni: Don Toliver, US-amerikanischer Rapper und Sänger
- 13. Juni: Franziska Bröckl, deutsche Fußballerin
- 16. Juni: Caitlyn Taylor Love, US-amerikanische Schauspielerin und Sängerin
- 16. Juni: Clara Klug, deutsche Biathletin und Skilangläuferin
- 16. Juni: Andrei Ussow, russisch-moldawischer Biathlet
- 17. Juni: Iryna Kuratschkina, belarussische Ringerin
- 17. Juni: Eirik Salsten, norwegischer Eishockeyspieler
- 18. Juni: Filippo Mondelli, italienischer Ruderer († 2021)
- 21. Juni: Filip Pavlović, kroatisch-bosnischer Reality-TV-Darsteller und Schauspieler
- 23. Juni: Marcus Fraser, schottischer Fußballspieler
- 23. Juni: Pouya Norouzi Nezhad, iranischer Handballspieler
- 24. Juni: Mitch Evans, neuseeländischer Automobilrennfahrer
- 24. Juni: Sandra Ittlinger, deutsche Volleyballspielerin
- 25. Juni: Felix von der Laden, deutscher YouTuber (bekannt als „Dner“)
- 26. Juni: Viktoria Wolffhardt, österreichische Kanutin
- 28. Juni: Hussein bin Abdullah, ältester Sohn von König Abdullah II. von Jordanien und Königin Rania von Jordanien
- 28. Juni: Gian Luca Barandun, Schweizer Skirennfahrer († 2018)
- 28. Juni: Juan Del Campo, spanischer Skirennläufer
- 28. Juni: Anish Giri, Schachgroßmeister russisch-nepalesischer Herkunft
- 29. Juni: Elina Born, estnische Sängerin

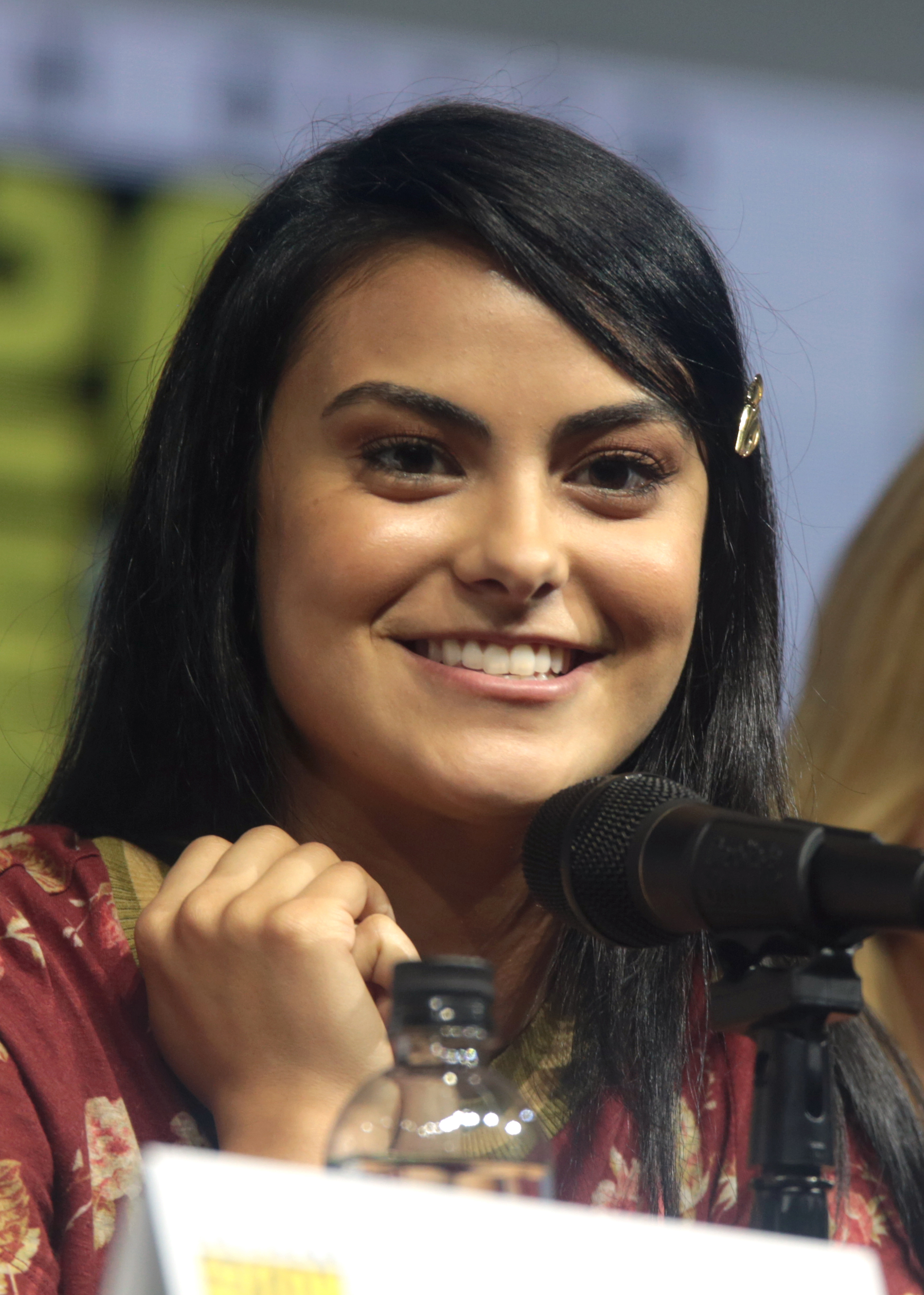
Camila Mendes

- 29. Juni: Camila Mendes, US-amerikanische Schauspielerin
- 29. Juni: Kōtarō Sakurai, japanischer Automobilrennfahrer

### Juli
- 02. Juli: Abdul Rahman Baba, ghanaischer Fußballspieler
- 03. Juli: Tim Tiedemann, deutscher Schauspieler
- 04. Juli: Assol, ukrainische Sängerin und Schauspielerin
- 04. Juli: Shella Devi Aulia, indonesische Badmintonspielerin
- 04. Juli: Tosin Damilola Atolagbe, nigerianische Badmintonspielerin
- 04. Juli: Hanna Oftedal Sagosen, norwegische Handballspielerin
- 05. Juli: Robin Gosens, deutsch-niederländischer Fußballspieler
- 05. Juli: Jeon Jong-seo, südkoreanische Schauspielerin
- 06. Juli: Ruben Guerreiro, portugiesischer Radrennfahrer
- 06. Juli: Jennifer Lotsi, deutsche Schauspielerin
- 06. Juli: Lisa Schut, niederländische Schachspielerin
- 06. Juli: Camilla und Rebecca Rosso, britische Zwillingsschauspielerinnen
- 07. Juli: Friederike Abt, deutsche Fußballspielerin
- 08. Juli: Phil Bauhaus, deutscher Radrennfahrer
- 09. Juli: Daniel Bachmann, österreichischer Fußballtorhüter
- 09. Juli: Hugh Carthy, britischer Radrennfahrer
- 09. Juli: Pepe Oriola, spanischer Automobilrennfahrer
- 09. Juli: Cornelia Roider, österreichische Skispringerin
- 11. Juli: Caleb Ewan, australischer Radrennfahrer
- 12. Juli: Hugo Buffard, französischer Nordischer Kombinierer
- 12. Juli: Molly Seidel, amerikanische Langstreckenläuferin
- 13. Juli: Anastassija Jegorowa, russische Biathletin
- 14. Juli: John McPhee, britischer Motorradrennfahrer
- 15. Juli: Trevor Stines, US-amerikanischer Schauspieler
- 16. Juli: Sofia Arkhipkina, britische Badmintonspielerin
- 16. Juli: Mark Indelicato, US-amerikanischer Schauspieler und Sänger
- 16. Juli: Jonas Rapp, deutscher Radrennfahrer
- 18. Juli: Christine Scheyer, österreichische Skirennläuferin
- 20. Juli: Brogan Crowley, britische Skeletonfahrerin
- 20. Juli: Koray Kaçınoğlu, deutscher Fußballspieler
- 20. Juli: Andrea Vendrame, italienischer Radrennfahrer
- 21. Juli: Merve Çakır, deutsch-türkische Schauspielerin
- 21. Juli: Sebastian Wurth, deutscher Sänger
- 23. Juli: David Gleirscher, österreichischer Rennrodler
- 23. Juli: Stephen Kingsley, schottischer Fußballspieler
- 23. Juli: Khaled Narey, deutscher Fußballspieler
- 24. Juli: Erica Dawson, neuseeländische Seglerin
- 24. Juli: Michael Goolaerts, belgischer Rennfahrer († 2018)
- 24. Juli: Alexandra Jurjewna Prokopjewa, russische Skirennläuferin
- 26. Juli: Shawn Dingilius-Wallace, palauischer Schwimmer
- 26. Juli: Lorrenzo Manzin, französischer Radrennfahrer
- 27. Juli: Farina Flebbe, deutsche Schauspielerin
- 27. Juli: Boyan Slat, niederländischer Erfinder
- 27. Juli: Julian Baumgartner, österreichischer Fußballspieler
- 29. Juli: Daniele Rugani, italienischer Fußballspieler
- 29. Juli: Vivian Tauschwitz, deutsche Politikerin (CDU), Mitglied des Bundestages
- 30. Juli: Mathilde Bundschuh, deutsche Schauspielerin
- 31. Juli: Anastassija Porschnewa, russische Biathletin

### August
- 01. August: Domenico Berardi, italienischer Fußballspieler
- 01. August: Sarah Hendrickson, US-amerikanische Skispringerin
- 03. August: Endogan Adili, Schweizer Fußballspieler
- 03. August: Emerson, brasilianisch-italienischer Fußballspieler
- 04. August: Leonid Klischtschar, ukrainischer Poolbillardspieler
- 06. August: Andreas Athanasiou, kanadischer Eishockeyspieler
- 06. August: Won Seon-pil, südkoreanische Handballspielerin
- 09. August: King Von, US-amerikanischer Rapper († 2020)
- 09. August: Forrest Landis, US-amerikanischer Schauspieler
- 10. August: Søren Kragh Andersen, dänischer Radrennfahrer
- 10. August: Bernardo Silva, portugiesischer Fußballspieler
- 12. August: Cristian Ramírez, ecuadorianischer Fußballspieler
- 12. August: Ethan Ringel, US-amerikanischer Automobilrennfahrer
- 13. August: Sri Wahyuni Agustiani, indonesische Gewichtheberin
- 13. August: Wilhelm Herzog von Württemberg, deutscher Unternehmer, Oberhaupt des Hauses Württemberg
- 14. August: Hannes Angerer, österreichischer Grasskiläufer
- 15. August: Ayouba Ali Sihame, komorische Schwimmerin
- 16. August: Aristide Bègue, französischer Biathlet
- 16. August: Koray Günter, deutscher Fußballspieler
- 17. August: Taissa Farmiga, US-amerikanische Schauspielerin
- 17. August: Amanuel Gebreigzabhier, eritreischer Radrennfahrer
- 18. August: Krists Neilands, lettischer Radrennfahrer
- 18. August: Madelaine Petsch, US-amerikanische Schauspielerin
- 18. August: Paul Ziegner, deutscher Schauspieler
- 19. August: Trymacs, deutscher Webvideoproduzent und Streamer
- 19. August: Nick Cassidy, neuseeländischer Automobilrennfahrer
- 19. August: Melville McKee, britisch-singapurischer Automobilrennfahrer
- 19. August: Nikita Wolodin, russischer Billardspieler
- 19. August: Zhang Yuxuan, chinesische Tennisspielerin
- 20. August: Janine Beckie, kanadisch-US-amerikanische Fußballspielerin
- 21. August: Benjamin Bryan, US-amerikanischer Schauspieler und Synchronsprecher
- 22. August: Israel Broussard, US-amerikanischer Schauspieler
- 23. August: August Ames, kanadische Pornodarstellerin († 2017)
- 23. August: Dominik Raschner, österreichischer Skirennläufer
- 24. August: Mathieu Jaminet, französischer Automobilrennfahrer
- 25. August: Anne Mette Hansen, dänische Handballspielerin
- 26. August: Max Emanuel, deutscher Handballspieler
- 26. August: Helena Rapaport, schwedische Skirennläuferin
- 27. August: Jacqueline Claude Ada, kamerunische Fußballspielerin
- 27. August: Breanna Stewart, US-amerikanische Basketballspielerin
- 28. August: Felix Jaehn, deutscher DJ und Musikproduzent

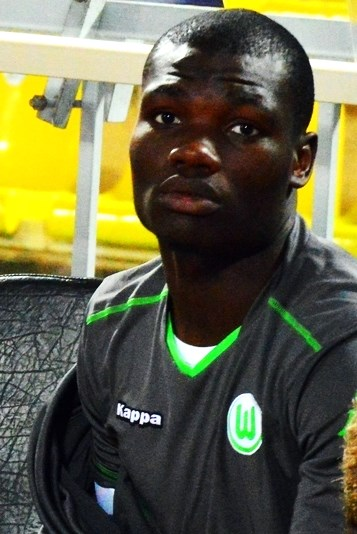
Junior Malanda (2014)

- 28. August: Junior Malanda, belgischer Fußballspieler († 2015)
- 29. August: Amelia Racea, rumänische Kunstturnerin
- 31. August: Sigurd Nymoen Søberg, norwegischer Skispringer

### September
- 01. September: Bianca Ryan, US-amerikanische Sängerin
- 01. September: Carlos Sainz jr., spanischer Automobilrennfahrer
- 01. September: Taddl, deutscher Webvideo-Produzent
- 02. September: Linda Dallmann, deutsche Fußballspielerin
- 03. September: Sofia Polcanova, österreichische Tischtennisspielerin
- 04. September: Elvar Ásgeirsson, isländischer Handballspieler
- 04. September: Leandra Gamine, deutsche Sängerin
- 04. September: Romeo Grbavac, kroatischer Dartspieler
- 05. September: Guram Samuschia, georgischer Fußballspieler
- 05. September: Madeline Willers, deutsche Schlagersängerin
- 06. September: Erich Berko, deutscher Fußballspieler
- 06. September: Theo Trebs, deutscher Schauspieler
- 06. September: Lucas Wolf, deutscher Automobilrennfahrer
- 07. September: Maren Lundby, norwegische Skispringerin
- 08. September: Marco Benassi, italienischer Fußballspieler
- 08. September: Rigoberto Sanchez, US-amerikanischer American-Football-Spieler
- 10. September: Liu Yang, chinesischer Turner
- 10. September: Artjom Walerjewitsch Markelow, russischer Automobilrennfahrer
- 10. September: MHD, französischer Rapper
- 11. September: Levin Kim Amweg, Schweizer Automobilrennfahrer
- 11. September: Lucas Auer, österreichischer Automobilrennfahrer
- 11. September: Joshua Bluhm, deutscher Bobfahrer
- 11. September: Dwayne Benjamin Didon, seychellischer Schwimmer
- 12. September: Simone Consonni, italienischer Radrennfahrer
- 12. September: Gideon Jung, deutscher Fußballspieler
- 12. September: RM, südkoreanischer Rapper, Sänger Songwriter, Komponist und Produzent
- 12. September: Elina Switolina, ukrainische Tennisspielerin
- 12. September: Andreas Toft Jørgensen, dänischer Dartspieler
- 13. September: Lucas Andersen, dänischer Fußballspieler
- 13. September: Sepp Kuss, US-amerikanischer Radrennfahrer
- 13. September: Joel Pohjanpalo, finnischer Fußballspieler
- 15. September: Wout van Aert, belgischer Radrennfahrer
- 17. September: Taylor Ware, US-amerikanische Sängerin
- 18. September: Žan Karničnik, slowenischer Fußballspieler
- 18. September: Marie Meinzenbach, deutsche Schauspielerin
- 18. September: Lukas Wenig, deutscher Dartspieler
- 19. September: Alex Etel, britischer Schauspieler
- 19. September: Kazjaryna Wjarbizkaja, belarussische Billardspielerin
- 20. September: Felix Mehrkens, deutscher Handballspieler und -trainer
- 21. September: Davide Ballerini, italienischer Radrennfahrer
- 21. September: Lucie Míková, tschechische Skispringerin
- 22. September: Carina Aulenbrock, deutsche Volleyballspielerin
- 23. September: Joachim Agne, deutscher Leichtgewichts-Ruderer
- 23. September: Yerry Mina, kolumbianischer Fußballspieler
- 25. September: Elliott Cho, US-amerikanischer Schauspieler
- 25. September: Monika Kendziora, deutsche Bahnradsportlerin
- 26. September: Chandler Hull, US-amerikanischer Autorennfahrer
- 26. September: Marcell Jacobs, italienischer Leichtathlet, Sprinter
- 28. September: Simon Hald Jensen, dänischer Handballspieler
- 29. September: Britteny Cox, australische Freestyle-Skierin
- 29. September: Halsey, US-amerikanische Sängerin
- 30. September: Elisabeth Kappaurer, österreichische Skirennläuferin
- 30. September: Adenike Oladosu, nigerianische Klimaaktivistin und Ökofeministin

### Oktober
- 02. Oktober: Brendan Meyer, kanadischer Schauspieler
- 03. Oktober: Freydís Halla Einarsdóttir, isländische Skirennläuferin
- 03. Oktober: Fejsal Mulić, serbischer Fußballspieler
- 03. Oktober: Emese Tóth, ungarische Handballspielerin
- 04. Oktober: Aljona Makarowa, russisch-moldawische Biathletin
- 04. Oktober: Sabrina Maier, österreichische Skirennläuferin
- 04. Oktober: Cheyenne Pahde, deutsche Schauspielerin und Sängerin
- 04. Oktober: Valentina Pahde, deutsche Schauspielerin und Sängerin
- 05. Oktober: Zachary Williams, US-amerikanischer Schauspieler
- 06. Oktober: Lisa Keferloher, deutsche Volleyballspielerin
- 06. Oktober: Eric Lichtenstein, argentinischer Automobilrennfahrer
- 08. Oktober: Luca Hänni, Schweizer Sänger
- 09. Oktober: Jodelle Ferland, kanadische Schauspielerin
- 09. Oktober: Philipp Riederle, deutscher Moderator, Referent und Podcaster
- 12. Oktober: Ivana Bulatović, montenegrinische Skirennläuferin
- 14. Oktober: David Röder, deutscher Schauspieler
- 15. Oktober: Christopher Rudeck, deutscher Handballspieler
- 16. Oktober: Alice Oseman, britische Schriftstellerin
- 18. Oktober: Pascal Wehrlein, deutscher Automobilrennfahrer
- 19. Oktober: Matej Mohorič, slowenischer Radrennfahrer
- 19. Oktober: Kenta Suga, japanischer Schauspieler
- 20. Oktober: Alexandra Meyer, deutsche Handballspielerin
- 20. Oktober: Ricardo Pietreczko, deutscher Dartspieler
- 21. Oktober: Adrián Solano, venezolanischer Skilangläufer

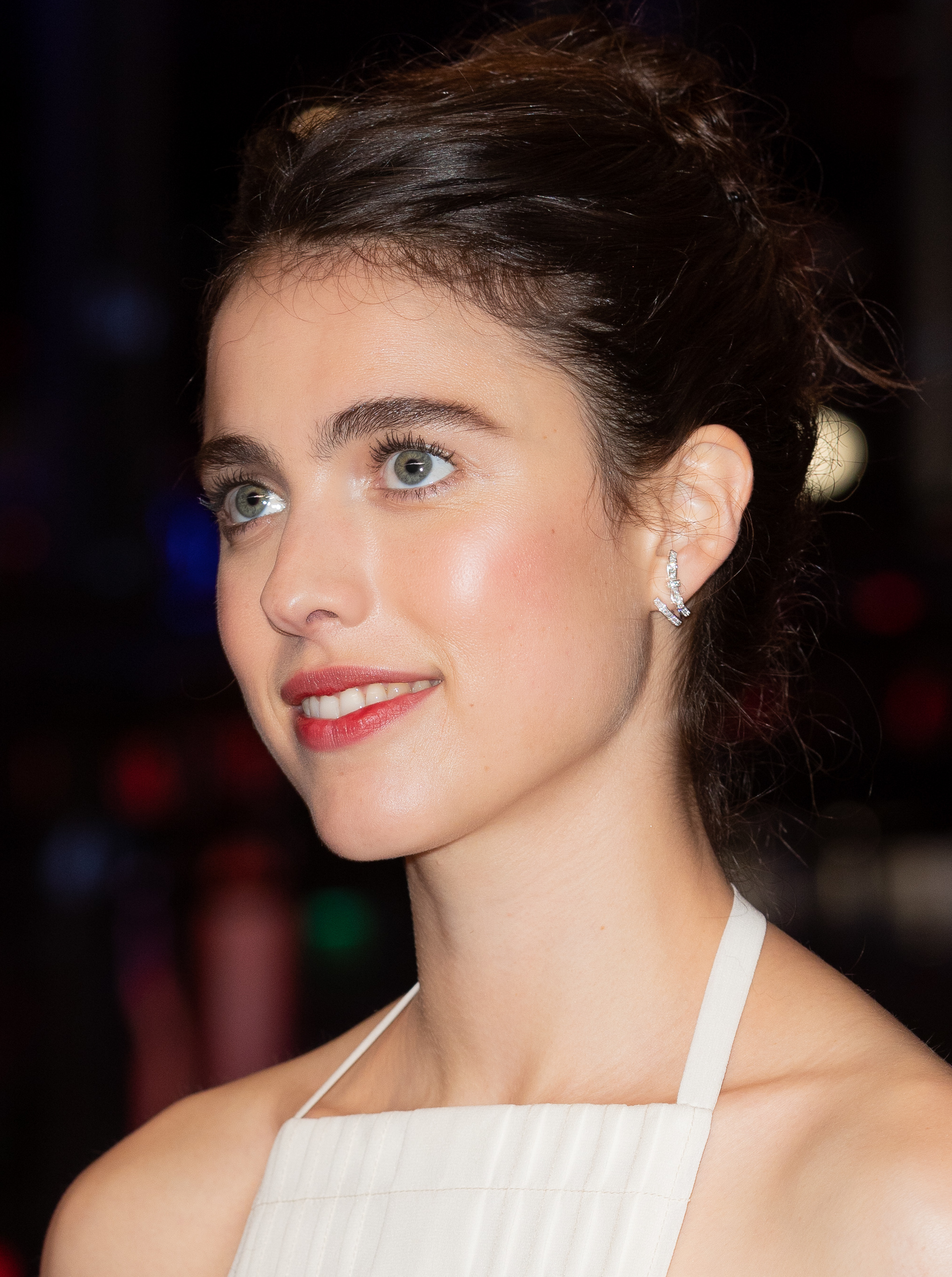
Margaret Qualley

- 23. Oktober: Margaret Qualley, US-amerikanische Schauspielerin
- 23. Oktober: Scott Tanser, englischer Fußballspieler
- 24. Oktober: Bruma, portugiesischer Fußballspieler
- 25. Oktober: Ray Robson, US-amerikanischer Schachmeister
- 26. Oktober: Alexandria DeBerry, US-amerikanische Schauspielerin und Model
- 27. Oktober: Cooper Pillot, US-amerikanischer Schauspieler
- 27. Oktober: Kurt Zouma, französischer Fußballspieler
- 28. Oktober: Angélica Simari Birkner, argentinische Skirennläuferin
- 29. Oktober: Lien Te-an, taiwanesischer Rennrodler
- 31. Oktober: Spencer Achtymichuk, kanadischer Schauspieler
- 31. Oktober: Muriel Bielenberg, deutsche Schauspielerin
- 31. Oktober: Fabien Grellier, französischer Radrennfahrer

### November
- 01. November: Matthew Kennedy, schottisch-nordirischer Fußballspieler
- 01. November: James Ward-Prowse, englischer Fußballspieler
- 02. November: Pascal Giefing, österreichischer Schauspieler und Sänger
- 03. November: Alberta Boatema Ampomah, ghanaische Gewichtheberin
- 03. November: Tom Böttcher, deutscher Schauspieler
- 03. November: Dua Saleh, sudanesische-US-Amerikanische singende und schauspielende Person
- 04. November: Iolanda Costa, portugiesische Sängerin
- 04. November: Sebastián Molano, kolumbianischer Radrennfahrer
- 06. November: Juliane Langgemach, deutsche Volleyballspielerin
- 06. November: Felix Monsén, schwedischer Skirennläufer
- 07. November: Lukas Blohme, deutscher Handballspieler
- 07. November: Algee Smith, US-amerikanischer Schauspieler und Sänger
- 08. November: Špela Rogelj, slowenische Skispringerin
- 08. November: Sergei Sirik, kasachischer Biathlet
- 09. November: Collin Martin, US-amerikanischer Fußballspieler
- 10. November: Takuma Asano, japanischer Fußballspieler
- 10. November: Kaan Ayhan, deutsch-türkischer Fußballspieler
- 10. November: Luca Grünwald, deutscher Motorradrennfahrer
- 10. November: Joshua Huppertz, deutscher Radrennfahrer
- 10. November: Óliver Torres, spanischer Fußballspieler
- 12. November: Kaleen (bürgerl. Marie-Sophie Kreissl), österreichische Sängerin und Tänzerin
- 13. November: David Levi, US-amerikanischer Musiker und Schauspieler
- 14. November: Marvin Schulz, deutscher Politiker (CDU), Mitglied des Bundestages
- 16. November: Han Do-hee, südkoreanische Eishockeytorhüterin
- 17. November: Raquel Castro, US-amerikanische Schauspielerin
- 17. November: AJ Ginnis, griechisch-US-amerikanischer Skirennläufer
- 18. November: Ailton Cesar Junior Alves da Silva, brasilianischer Fußballspieler († 2016)
- 19. November: Filippo Fiorelli, italienischer Radrennfahrer
- 21. November: Saúl Ñíguez, spanischer Fußballspieler
- 22. November: Rubie Joy Gabriel, palauische Leichtathletin
- 23. November: Capital Bra, deutscher Rapper
- 23. November: Chris Harper, australischer Radrennfahrer
- 28. November: Adrian R. Gössel, deutscher Schauspieler
- 29. November: Edvin Hodžić, österreichischer Fußballspieler († 2018)
- 30. November: Marko Daňo, slowakischer Eishockeyspieler
- 30. November: William Melling, britischer Schauspieler
- 30. November: Roy Nissany, israelischer Automobilrennfahrer

### Dezember

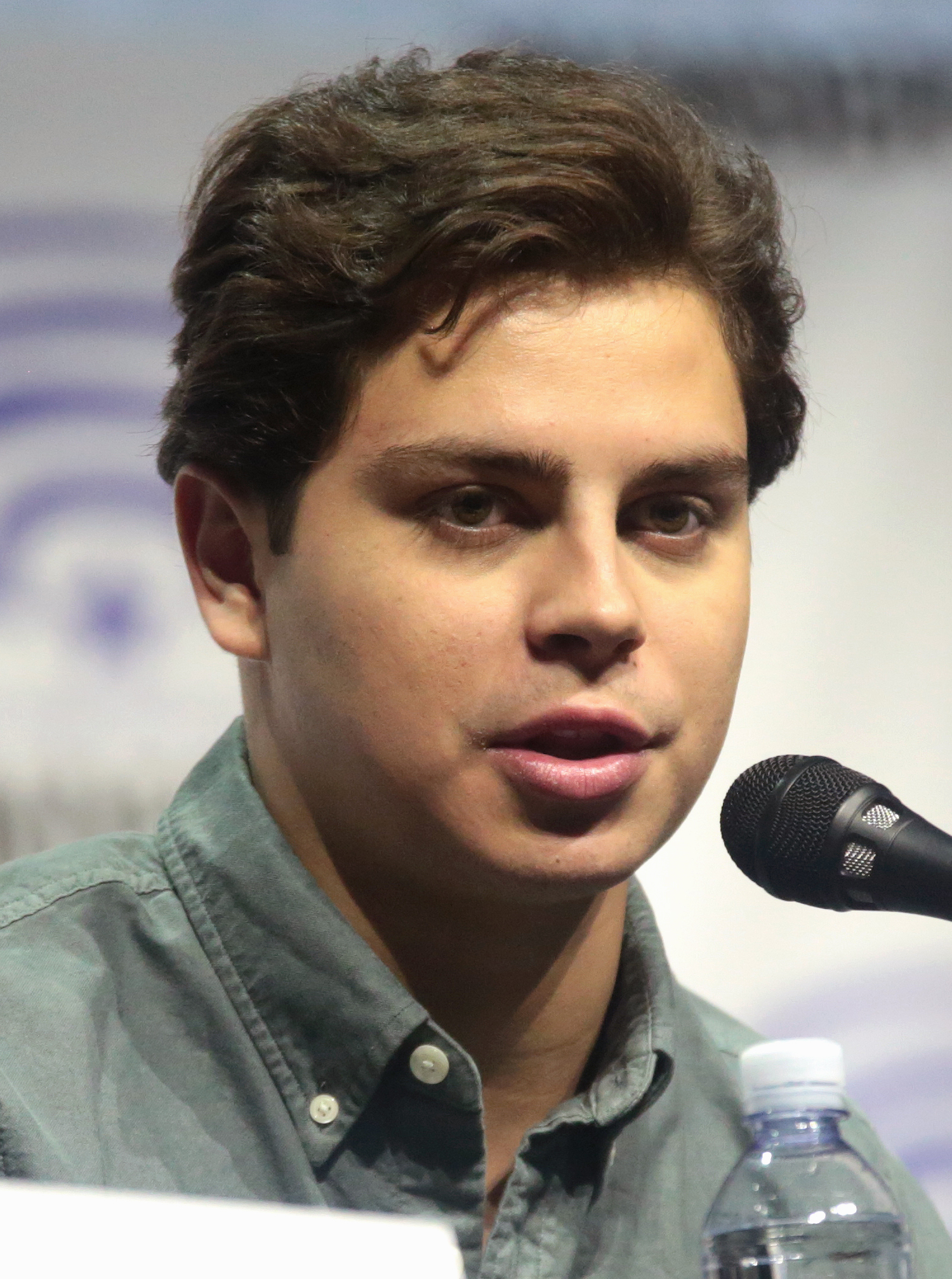
Jake T. Austin

- 03. Dezember: Jake T. Austin, US-amerikanischer Schauspieler
- 03. Dezember: Lila Lapanja, US-amerikanische Skirennläuferin
- 03. Dezember: Weiron Tan, malaysischer Automobilrennfahrer
- 03. Dezember: Matthieu Vaxivière, französischer Automobilrennfahrer
- 04. Dezember: Franco Morbidelli, italienischer Motorradrennfahrer
- 06. Dezember: Giannis Antetokounmpo, griechischer Basketballspieler
- 06. Dezember: Jelena Tschirkowa, russisch-rumänische Biathletin
- 07. Dezember: Andrij Dozenko, ukrainischer Skilangläufer und Biathlet
- 07. Dezember: Yuzuru Hanyū, japanischer Eiskunstläufer
- 08. Dezember: Edda Hannesdóttir, isländische Triathletin
- 08. Dezember: Antônio Carlos Jobim, brasilianischer Sänger, Pianist, Gitarrist und Komponist
- 09. Dezember: Francisco Garrigós, spanischer Judoka
- 09. Dezember: Fabrice Herzog, Schweizer Eishockeyspieler
- 09. Dezember: Andrea Olaya, kolumbianische Ringerin
- 09. Dezember: Suthasini Sawettabut, thailändische Tischtennisspielerin
- 09. Dezember: Zach Veach, US-amerikanischer Automobilrennfahrer
- 10. Dezember: Alessio Deledda, italienischer Automobilrennfahrer
- 10. Dezember: Matti Klinga, finnischer Fußballspieler
- 12. Dezember: Otto Warmbier, in Nordkorea inhaftierter amerikanischer Student († 2017)
- 13. Dezember: Inscope21, deutscher Webvideoproduzent
- 13. Dezember: Millene, brasilianische Fußballspielerin
- 14. Dezember: Rouven Laur, deutscher Polizeihauptkommissar († 2024)
- 14. Dezember: Jason Lowndes, australischer Radrennfahrer († 2017)
- 14. Dezember: Émile Poirier, kanadischer Eishockeyspieler
- 14. Dezember: Isabelle Wolf, deutsche Fußballspielerin
- 15. Dezember: Jakob Johnson, deutscher American-Football-Spieler
- 16. Dezember: Hasan Acar, türkischer Fußballspieler
- 16. Dezember: Christopher Bell, US-amerikanischer Automobilrennfahrer
- 16. Dezember: Greta Masserano, italienische Ruderin
- 17. Dezember: Raffaele Marciello, italienischer Automobilrennfahrer

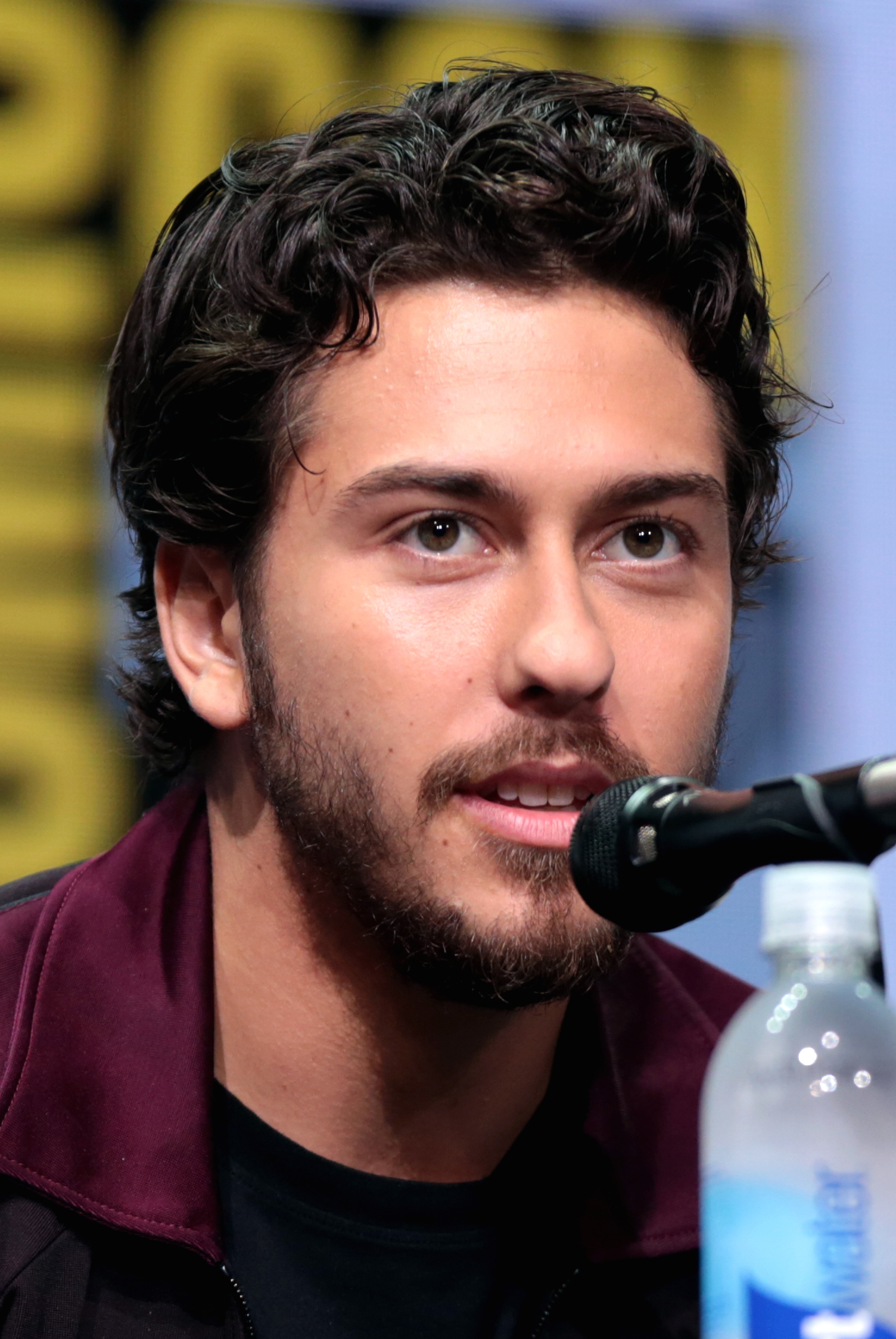
Nat Wolff

- 17. Dezember: Nat Wolff, US-amerikanischer Schauspieler und Musiker
- 18. Dezember: slowthai, britischer Rapper
- 19. Dezember: Estelle Balet, Schweizer Snowboarderin († 2016)
- 20. Dezember: Giulio Ciccone, italienischer Radrennfahrer
- 20. Dezember: Emmanuel Niyoyabikoze, burundischer Entbindungspfleger und Umweltaktivist
- 21. Dezember: Lorenzo Martini, italienischer Grasskiläufer
- 22. Dezember: Thibaut Favrot, österreichischer Skirennläufer
- 26. Dezember: Samantha Boscarino, US-amerikanische Schauspielerin
- 26. Dezember: Colby Cave, kanadischer Eishockeyspieler († 2020)
- 26. Dezember: Luisa Hartema, deutsches Fotomodell
- 28. Dezember: Odd Christian Eiking, norwegischer Radrennfahrer
- 28. Dezember: Dominik Nothnagel, deutscher Fußballspieler
- 29. Dezember: Lennard Hofstede, niederländischer Radrennfahrer
- 29. Dezember: Florian Janny, österreichischer Eishockeyspieler († 2019)

### Tag unbekannt
- Malene Becker, deutsche Schauspielerin
- Elisabeth Böhm, deutsche Schauspielerin
- László Branko Breiding, deutscher Schauspieler
- Steffen Brinkmann, deutscher Komponist von Filmmusik und Videospielmusik
- Silvana Damm, deutsche Schauspielerin
- Saladin Dellers, Schweizer Schauspieler
- Maria-Victoria Dragus, deutsche Schauspielerin
- Jasper Engelhardt, deutscher Schauspieler
- Lennart Flechtner, deutscher Synchronsprecher
- Marlon Flechtner, deutscher Synchronsprecher
- Connor Geiger, deutscher Politiker
- Senita Huskić, deutsch-bosnische Schauspielerin
- Katja Hutko, belarussische Schauspielerin
- Marta Kizyma, ukrainische Schauspielerin
- Janosch Lencer, deutscher Schauspieler
- Lucas Lentes, deutscher Schauspieler und Fotograf
- Laurenz Lerch, deutscher Schauspieler
- Leslie-Vanessa Lill, deutsche Schauspielerin
- Paul Lux, deutscher Schauspieler
- Laura Meschede, freie Journalistin
- Eva Nürnberg, deutsche Schauspielerin
- Katharina Rogenhofer, österreichische Klimaaktivistin
- Robin Schick, deutscher Schauspieler
- Tilly Smith, britische Lebensretterin
- Ludwig Zimmeck, deutscher Schauspieler

## Gestorben

### Januar

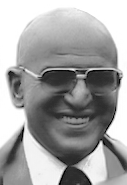
Telly Savalas († 22. Januar)

- 01. Januar: Marianne Bruns, deutsche Schriftstellerin (* 1897)
- 01. Januar: Walter Eckhardt, deutscher Politiker (* 1906)
- 01. Januar: Harald Lechenperg, deutsch-österreichischer Fotograf, Journalist und Dokumentarfilmer (* 1904)
- 01. Januar: Arthur Porritt, neuseeländischer Leichtathlet, Arzt und Politiker (* 1900)
- 01. Januar: Werner Schwab, österreichischer Schriftsteller (* 1958)
- 02. Januar: Dixy Lee Ray, US-amerikanische Politikerin (* 1914)
- 03. Januar: Leopold Achberger, evangelisch-lutherischer Superintendent der Steiermark (* 1903)
- 03. Januar: Frank Belknap Long, US-amerikanischer Autor von Horror-, Science-Fiction (* 1901)
- 05. Januar: Eliška Junková, tschechoslowakische Automobilrennfahrerin (* 1900)
- 06. Januar: Harold Sumberg, kanadischer Geiger, Dirigent und Musikpädagoge (* 1905)
- 07. Januar: Vittorio Mezzogiorno, italienischer Schauspieler (* 1941)
- 08. Januar: Hans Karl Otto Asplund, schwedischer Architekt (* 1921)
- 08. Januar: Fritz Peter, Schweizer Sänger (Tenor) (* 1925)
- 09. Januar: Midori Matsuya, japanischer Pianist (* 1943)
- 10. Januar: Sven-Erik Bäck, schwedischer Komponist (* 1919)
- 11. Januar: József Háda, ungarischer Fußballspieler und -trainer (* 1911)
- 12. Januar: Samuel Bronston, aus Bessarabien stammender, amerikanischer Filmproduzent (* 1908)
- 13. Januar: Johan Jørgen Holst, norwegischer Politiker der Arbeiderparti (* 1937)
- 14. Januar: Zino Davidoff, ukrainisch-schweizerischer Unternehmer (* 1906)
- 14. Januar: Myron Fohr, US-amerikanischer Automobilrennfahrer (* 1912)
- 14. Januar: Federica Montseny, spanische Schriftstellerin und Anarchistin (* 1905)
- 15. Januar: György Cziffra, ungarischer Pianist (* 1921)
- 15. Januar: Gabriel-Marie Garrone, Erzbischof von Toulouse und Kardinal (* 1901)
- 15. Januar: Herbert Lucy, deutscher Gewerkschafter (* 1929)
- 17. Januar: Helen Stephens, US-amerikanische Leichtathletin (* 1918)
- 18. Januar: Rolf Singer, Mykologe (* 1906)
- 20. Januar: Matt Busby, schottischer Fußballspieler und Trainer (* 1909)
- 22. Januar: Jean-Louis Barrault, französischer Schauspieler, Pantomime und Regisseur (* 1910)
- 22. Januar: Frances Gifford, US-amerikanische Schauspielerin (* 1920)
- 22. Januar: Telly Savalas, US-amerikanischer Schauspieler (* 1922)
- 23. Januar: Juan Santiago Garrido, chilenischer Komponist und Musikwissenschaftler (* 1902)
- 23. Januar: Klaus Hemmerle, Theologieprofessor und Bischof von Aachen (* 1929)
- 23. Januar: Anton Jaumann, CSU-Politiker, bayerischer Wirtschaftsminister 1970–1988 (* 1927)
- 24. Januar: Yves Navarre, französischer Schriftsteller (* 1940)
- 26. Januar: Aliaksandr Adamowitsch, belarussischer Schriftsteller, Kritiker und Literaturwissenschaftler (* 1927)
- 26. Januar: Lejaren Hiller, US-amerikanischer Komponist (* 1924)
- 26. Januar: Wilhelm Muster, österreichischer Schriftsteller und literarischer Übersetzer (* 1916)
- 27. Januar: Claude Marion Akins, US-amerikanischer Schauspieler (* 1918)
- 27. Januar: Reuben Mattus, US-amerikanischer Unternehmer (* 1913)
- 28. Januar: Georges Anawati, ägyptischer Dominikaner, Priester und Islamwissenschaftler (* 1905)
- 28. Januar: Rosa Jochmann, österreichische Politikerin (* 1901)
- 29. Januar: Halla Huhm, koreanische Tänzerin und Tanzpädagogin (* 1922)
- 29. Januar: Ulrike Maier, österreichische Skirennläuferin (* 1967)
- 30. Januar: Pierre Boulle, französischer Schriftsteller (* 1912)
- 31. Januar: Erwin Strittmatter, deutsch-sorbischer Schriftsteller (* 1912)

### Februar
- Februar: Kurt-Josef Veeser, deutscher Brigadegeneral (* 1930)
- 01. Februar: Tom Kines, kanadischer Folk-Sänger, Volksmusiksammler und Multiinstrumentalist (* 1922)
- 02. Februar: Marija Gimbutas, Archäologin (* 1921)
- 03. Februar: Roberto Amoroso, italienischer Filmschaffender (* 1911)
- 03. Februar: Walter Havighurst, US-amerikanischer Schriftsteller und Historiker (* 1901)
- 03. Februar: Walter Torbrügge, deutscher Prähistoriker (* 1923)

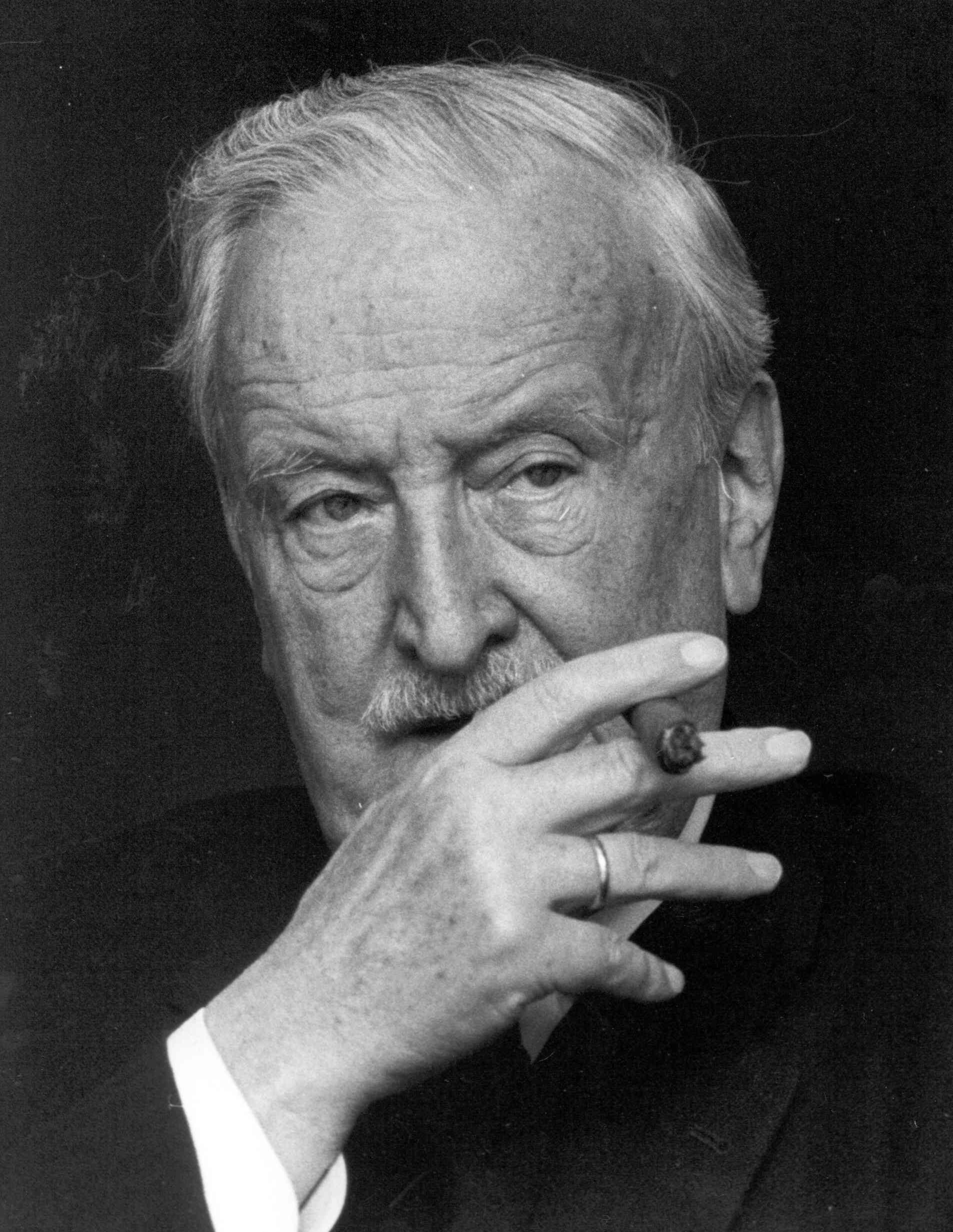
Hermann Josef Abs

- 05. Februar: Hermann Abs, deutscher Bankier (* 1901)
- 06. Februar: Joseph Cotten, US-amerikanischer Schauspieler (* 1905)
- 06. Februar: Jack Kirby, Comiczeichner (* 1917)
- 06. Februar: Ignace Strasfogel, US-amerikanischer Komponist (* 1909)

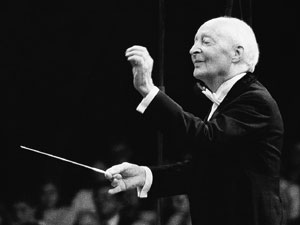
Witold Lutosławski

- 07. Februar: Witold Lutosławski, polnischer Komponist und Dirigent (* 1913)
- 08. Februar: Ken G. Hall, australischer Filmproduzent, -regisseur und Drehbuchautor (* 1901)
- 09. Februar: Urbain-Marie Person, äthiopischer Bischof (* 1906)
- 09. Februar: Howard M. Temin, US-amerikanischer Biologe und Nobelpreisträger (* 1934)
- 11. Februar: Mercedes Comaposada, spanische Pädagogin, Journalistin, Feministin und Anarchistin (* 1901)
- 11. Februar: William Conrad, US-amerikanischer Schauspieler und Sprecher (* 1920)
- 11. Februar: Joseph Marie Anthony Cordeiro, Erzbischof von Karachi und Kardinal (* 1918)
- 11. Februar: Paul Feyerabend, österreichischer Philosoph und Wissenschaftstheoretiker (* 1924)
- 12. Februar: Donald Judd, US-amerikanischer Maler, Bildhauer und Architekt (* 1928)
- 13. Februar: Edgar Ott, deutscher Schauspieler und Synchronsprecher (* 1929)
- 14. Februar: Marta Astfalck-Vietz, deutsche Fotografin und Künstlerin (* 1901)
- 14. Februar: Pietro Belluschi, US-amerikanischer Architekt (* 1899)
- 14. Februar: Herbert Bohnert, deutscher Grafiker und Bildhauer (* 1928)
- 14. Februar: Hertha Firnberg, erste sozialdemokratische Ministerin Österreichs (* 1909)
- 14. Februar: Andrei Tschikatilo, sowjetischer Serienmörder (* 1936)
- 15. Februar: Roberto Ardia, italienischer Schauspieler (* 1914)
- 15. Februar: Horst Meier, deutscher Feuerwehrmann (* 1929)
- 16. Februar: François Marty, Kardinal der römisch-katholischen Kirche (* 1904)
- 17. Februar: Gretchen Fraser, US-amerikanische Skirennläuferin (* 1919)
- 18. Februar: Annemarie Ackermann, deutsche Politikerin (* 1913)
- 18. Februar: Gudrun Loewe, deutsche Prähistorikerin (* 1914)
- 19. Februar: Ivar Hellman, schwedischer Komponist und Dirigent (* 1891)
- 19. Februar: Derek Jarman, britischer Filmregisseur (* 1942)
- 20. Februar: Józef Michał Chomiński, polnischer Musikwissenschaftler (* 1906)
- 22. Februar: Papa John Creach, US-amerikanischer Geiger (* 1917)
- 22. Februar: Hans Hürlimann, Schweizer Politiker (* 1918)

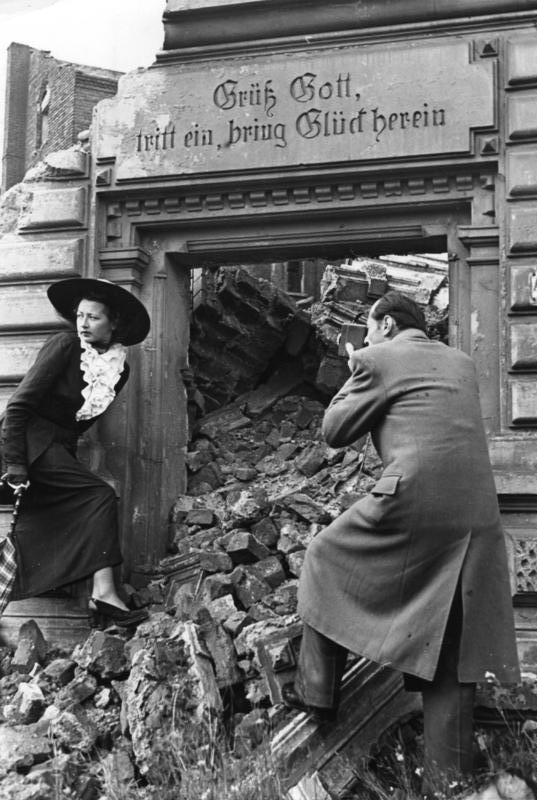
Lore Lorentz, 1948

- 22. Februar: Lore Lorentz, deutsche Kabarettistin (* 1920)
- 23. Februar: Csilla von Boeselager, Mitbegründerin des ungarischen Malteser-Caritas-Dienstes (* 1941)
- 23. Februar: Zbigniew Bieńkowski, polnischer Literaturkritiker, Essayist und Übersetzer (* 1913)
- 23. Februar: Emil Obermann, deutscher Journalist, langjähriger Moderator der ARD-Diskussionssendung Pro und Contra (* 1921)
- 24. Februar: Jean Sablon, französischer Chansonnier (* 1906)
- 24. Februar: Dinah Shore, US-amerikanische Sängerin (* 1916)
- 26. Februar: Leopold Kohr, Philosoph, Träger des alternativen Nobelpreises (* 1909)
- 27. Februar: Harold Mario Mitchell Acton, britischer Autor (* 1904)
- 28. Februar: Aleksander Frączkiewicz, polnischer Musikwissenschaftler und -pädagoge (* 1910)

### März

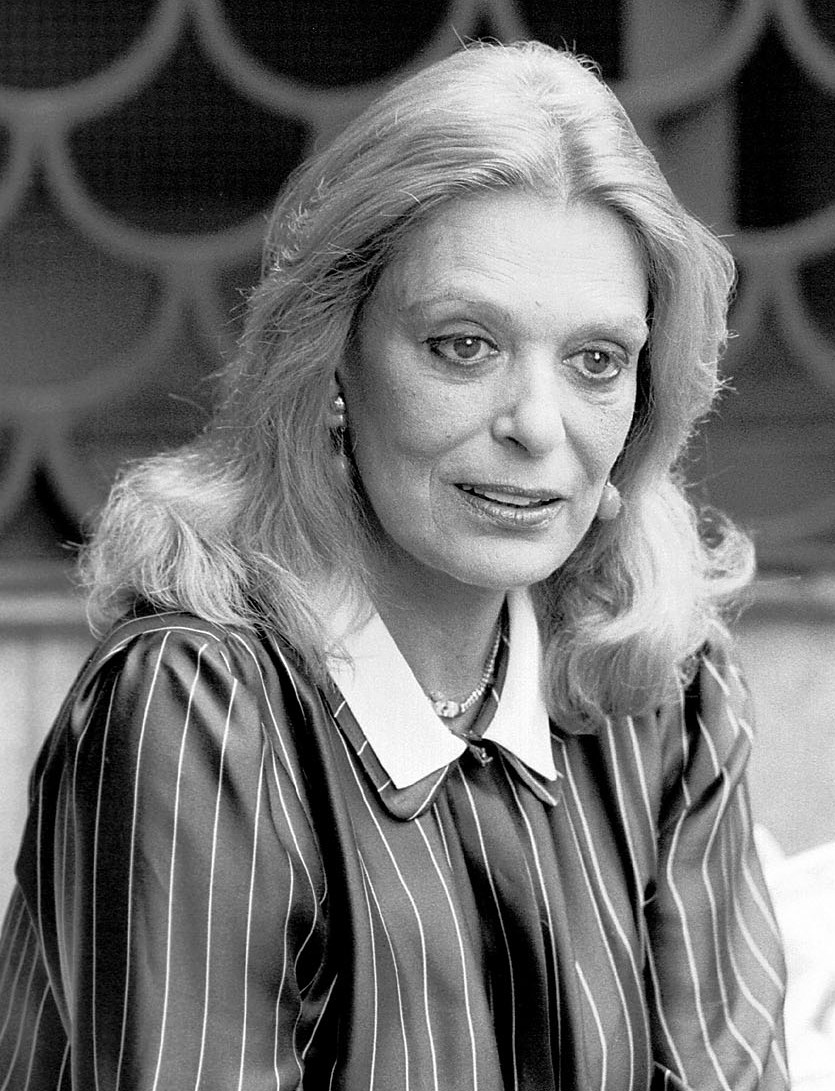
Melina Mercouri († 6. März)

- 01. März: Gert Prokop, Schriftsteller (* 1932)
- 01. März: Herbert Schade, deutscher Leichtathlet (* 1922)
- 03. März: Roman Haubenstock-Ramati, Komponist (* 1919)
- 04. März: John Candy, kanadischer Komiker und Schauspieler (* 1950)
- 05. März: Gianni Agus, italienischer Schauspieler (* 1917)
- 05. März: Jan Dobraczyński, polnischer Schriftsteller und Politiker (* 1910)
- 05. März: Paul Vincze (Pál Vincze), ungarisch-britischer Medailleur (* 1907)
- 06. März: Tengis Abuladse, georgischer Filmregisseur (* 1924)
- 06. März: Melina Mercouri, griechische Schauspielerin, Sängerin und Kulturministerin (* 1920)
- 07. März: Ray Arcel, US-amerikanischer Boxtrainer (* 1899)
- 08. März: Devika Rani, indische Filmschauspielerin und Produzentin (* 1908)
- 09. März: Karl Wilhelm Berkhan, deutscher Politiker (* 1915)
- 09. März: Wilhelm Brese, deutscher Politiker (* 1896)
- 09. März: Charles Bukowski, US-amerikanischer Dichter und Schriftsteller (* 1920)
- 09. März: Fernando Rey, spanischer Schauspieler (* 1917)
- 10. März: Robert Shea, US-amerikanischer Schriftsteller (* 1933)
- 13. März: Eva Gräfin Finck von Finckenstein, deutsche Politikerin (* 1903)
- 13. März: Sandra Paretti, Schriftstellerin (* 1935)
- 15. März: Jürgen von Manger, deutscher Schauspieler, politischer Kabarettist und Komiker (* 1923)
- 15. März: Rino Tami, Schweizer Architekt (* 1908)
- 17. März: Charlotte Auerbach, deutsch-englische Biologin, Genetikerin und Hochschullehrerin (* 1899)
- 17. März: Walter Janka, deutscher Verleger, SED-Mitglied in der DDR (* 1914)
- 17. März: Ellsworth Vines, ehemaliger US-amerikanischer Tennisspieler (* 1911)
- 18. März: Peter Borgelt, deutscher TV- und Theaterschauspieler (* 1927)

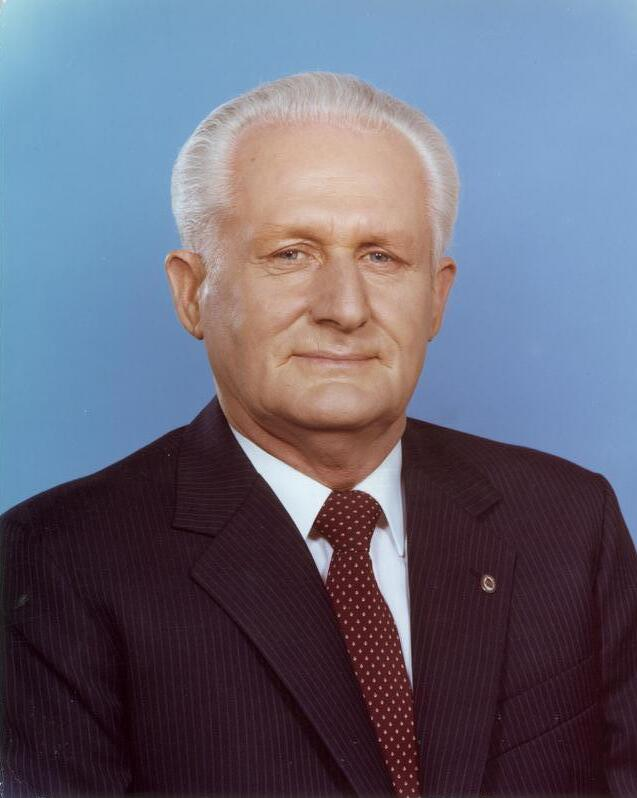
Günter Mittag, 1984

- 18. März: Günter Mittag, Mitglied des ZK der SED (* 1926)
- 22. März: Dan Hartman, US-amerikanischer Musiker (* 1950)
- 23. März: Hans Jakob, deutscher Fußballspieler (* 1908)
- 23. März: Giulietta Masina, italienische Schauspielerin (* 1921)
- 24. März: Thomas P. Benford, US-amerikanischer Jazz-Musiker (* 1905)
- 24. März: Kojima Masajirō, japanischer Schriftsteller (* 1894)
- 25. März: Max Petitpierre, Schweizer Politiker (FDP) (* 1899)
- 26. März: Owen McCann, Erzbischof von Kapstadt und Kardinal (* 1907)
- 28. März: Eugène Ionesco, französischer Dramatiker (* 1909)
- 29. März: Paul Grimault, französischer Zeichentrickfilmer und Regisseur (* 1905)
- 30. März: Florian Kuntner, Bischof (* 1933)
- 31. März: Léon Degrelle, belgischer Faschist (* 1906)

### April

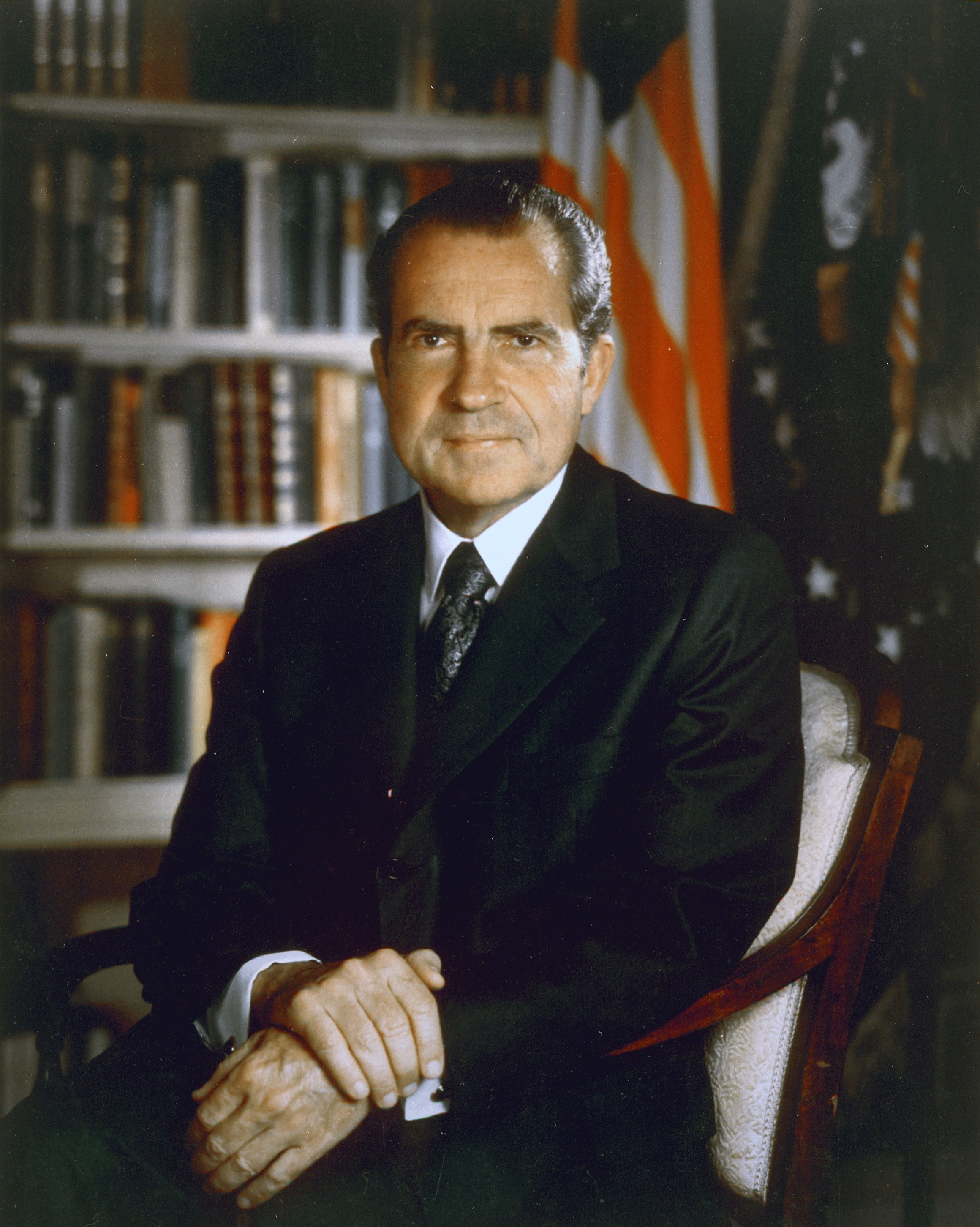
Richard Nixon († 22. April)

- 01. April: Peter Assion, deutscher Volkskundler und Germanist (* 1941)
- 01. April: Robert Doisneau, französischer Fotograf (* 1912)
- 01. April: Netty Simons, US-amerikanische Komponistin (* 1913)
- 02. April: Hans Graß, deutscher evangelischer Geistlicher und Hochschullehrer (* 1909)
- 03. April: Jérôme Lejeune, französischer Mediziner (* 1926)
- 03. April: Alfred Zemanovský, tschechischer Komponist, Chorleiter und Musikverleger (* 1919)
- 04. April: Herbert Schwiete, Bürgermeister von Paderborn (* 1918)
- 05. April: Kurt Cobain, Sänger und Gitarrist der Grunge-Band Nirvana (* 1967)
- 06. April: Miguel Alfonseca, dominikanischer Lyriker, Erzähler, Dramatiker und Philosoph (* 1942)
- 06. April: Margit Åsberg-Albrechtsson, schwedische Skilangläuferin (* 1918)
- 06. April: Juvénal Habyarimana, Präsident von Ruanda (* 1937)
- 06. April: Friedrich Kless, deutscher General (* 1906)
- 06. April: Catherine Lombard, französische Freestyle-Skierin (* 1965)
- 06. April: Cyprien Ntaryamira, Präsident von Burundi (* 1955)
- 06. April: Dieter Oesterlen, deutscher Architekt und Hochschullehrer (* 1911)
- 07. April: Harry Adaskin, kanadischer Geiger und Musikpädagoge (* 1901)
- 07. April: Golo Mann, deutscher Historiker, Schriftsteller und Philosoph (* 1909)
- 08. April: Elisabeth Jaspersen, deutsche Porträt- und Landschaftsmalerin (* 1900)
- 08. April: Josef Walla, österreichischer Motorradrennfahrer (* 1907)
- 14. April: Bernt Engelmann, deutscher Schriftsteller und Journalist (* 1921)
- 15. April: John Curry, Eiskunstläufer (* 1949)
- 16. April: Ralph Ellison, US-amerikanischer Autor (* 1914)
- 18. April: Roger Sperry, US-amerikanischer Neurobiologe und Nobelpreisträger (* 1913)
- 19. April: Jochen Ziem, deutscher Schriftsteller (* 1932)
- 20. April: Jean Carmet, französischer Schauspieler (* 1920)
- 22. April: Richard Nixon, US-amerikanischer Politiker, 37. Präsident der USA (* 1913)
- 23. April: Lucho Bermúdez, kolumbianischer Komponist (* 1912)
- 24. April: Margot Trooger, deutsche Schauspielerin (* 1923)
- 30. April: Roland Ratzenberger, Formel-1-Pilot (* 1960)

### Mai

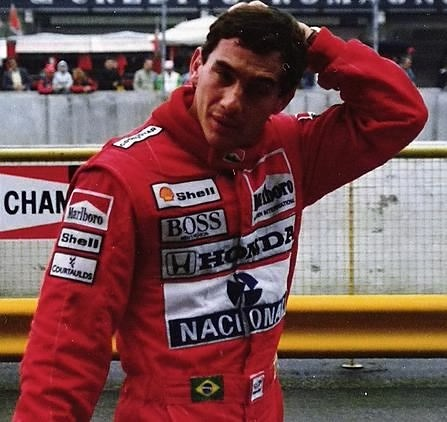
Ayrton Senna († 1. Mai)

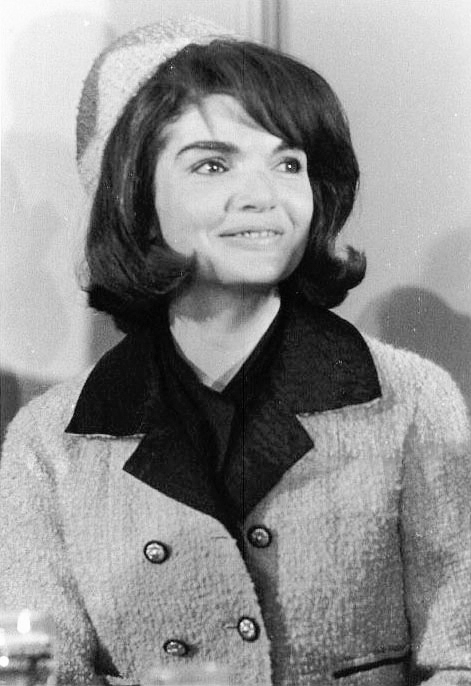
Jacqueline Kennedy, 1963

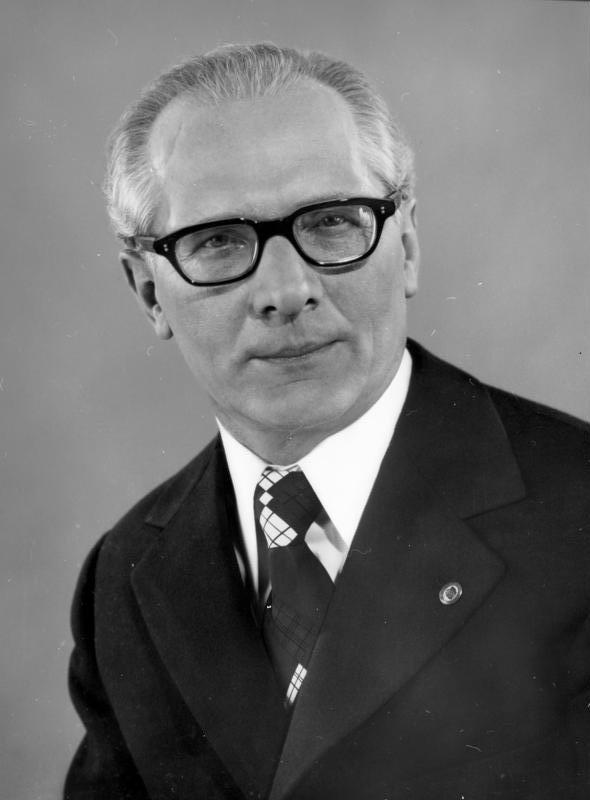
Erich Honecker († 29. Mai)

- 01. Mai: Ayrton Senna, Formel-1-Rennfahrer und dreifacher Formel-1-Weltmeister (* 1960)
- 03. Mai: Hermann Mathias Görgen, deutscher Politiker und MdB (* 1908)
- 04. Mai: Andrei Wassiljewitsch Abramow, sowjetischer Boxer (* 1935)
- 04. Mai: Edwin Rausch, deutscher Psychologe (* 1906)
- 07. Mai: Eiichi Ataka, japanischer Unternehmer (* 1901)
- 07. Mai: Chaim Bar-Lew, israelischer Generalstabschef während des Zermürbungskrieges (* 1924)
- 08. Mai: George Peppard, US-amerikanischer Schauspieler (* 1928)
- 09. Mai: Anni Albers, deutsch-US-amerikanische Textilkünstlerin und Grafikerin (* 1899)
- 09. Mai: Heinz-Werner Meyer, deutscher Gewerkschafter, DGB-Vorsitzender (* 1932)
- 10. Mai: John Wayne Gacy, US-amerikanischer Serienmörder (* 1942)
- 12. Mai: Erik H. Erikson, deutsch-US-amerikanischer Psychologe und Psychoanalytiker (* 1902)
- 12. Mai: Georges Schwartz, französischer Autorennfahrer (* 1911)
- 12. Mai: John Smith, britischer Politiker (* 1938)
- 13. Mai: Wladimir Sergejewitsch Antoschin, sowjetischer Schachgroßmeister (* 1929)
- 13. Mai: Alexander Sergejewitsch Dodonow, sowjetischer Kampfpilot im Zweiten Weltkrieg (* 1907)
- 13. Mai: José Faraoni, argentinischer Automobilrennfahrer (* 1918)
- 13. Mai: Duncan Hamilton, Formel-1-Rennfahrer (* 1920)
- 14. Mai: Cihat Arman, türkischer Fußballtorhüter, -trainer und -funktionär (* 1915)
- 14. Mai: Ramón de Garciasol, spanischer Schriftsteller (* 1913)
- 16. Mai: Alfred Nier, US-amerikanischer Physiker (* 1911)
- 19. Mai: Jacqueline Kennedy Onassis, Ehefrau von John Fitzgerald Kennedy (* 1929)
- 19. Mai: Luis Ocaña Pernía, spanischer Profi-Radfahrer (* 1945)
- 20. Mai: Ludwig Volkholz, Politiker (* 1919)
- 21. Mai: Giovanni Goria, italienischer Politiker und Ministerpräsident (* 1943)
- 23. Mai: Radie Britain, US-amerikanische Komponistin (* 1899)
- 23. Mai: Joe Pass, US-amerikanischer Jazzgitarrist (* 1929)
- 23. Mai: Helene Pfleiderer, deutsche Wohltäterin (* 1911)
- 25. Mai: Sonny Sharrock, US-amerikanischer Jazzgitarrist (* 1940)
- 26. Mai: George Wildman Ball, US-amerikanischer Jurist, Politiker und Diplomat (* 1909)
- 27. Mai: Klaus Beckmann, deutscher Politiker (* 1944)
- 28. Mai: Julius Boros, ungarisch-US-amerikanischer Berufsgolfspieler (* 1920)
- 29. Mai: Dietrich Aigner, deutscher Historiker und Bibliothekar (* 1930)
- 29. Mai: Harry Levin, US-amerikanischer Literaturwissenschaftler und -kritiker (* 1912)
- 29. Mai: José Bohr, Sänger, Komponist, Schauspieler und Regisseur (* 1901)
- 29. Mai: Erich Honecker, deutscher Politiker, Generalsekretär des ZK der SED und Vorsitzender des Staatsrats der DDR (* 1912)
- 30. Mai: Juan Carlos Onetti, uruguayischer Schriftsteller (* 1909)

### Juni
- 03. Juni: Pablo Kardinal Muñoz Vega, Erzbischof von Quito (* 1903)
- 04. Juni: Zeke Clements, US-amerikanischer Country-Musiker (* 1911)
- 04. Juni: Jean Daetwyler, Schweizer Dirigent und Komponist (* 1907)
- 04. Juni: Bill Hoffman, US-amerikanischer American-Football-Spieler (* 1902)
- 04. Juni: Antoine Joubeir, libanesischer Erzbischof (* 1918)
- 05. Juni: Jean-Marie Maury, Erzbischof von Reims (* 1907)
- 07. Juni: Boutros Raï, syrischer Erzbischof im Libanon (* 1922)
- 09. Juni: Gianna Perea-Labia, italienische Sängerin (Sopran) (* 1908)
- 09. Juni: Jan Tinbergen, niederländischer Mathematiker, Wirtschaftswissenschaftler und Nobelpreisträger (* 1903)
- 10. Juni: Edward Kienholz, US-amerikanischer Objektkünstler (* 1927)
- 14. Juni: Henry Mancini, US-amerikanischer Komponist (* 1924)
- 15. Juni: Karl-Theodor Braun, deutscher Schiffsbauingenieur und Hochschullehrer (* 1909)
- 16. Juni: Hans Paul Bahrdt, deutscher Soziologe (* 1918)
- 16. Juni: Kristen Pfaff, US-amerikanische Musikerin (* 1967)
- 16. Juni: Raph, französisch-argentinischer Automobilrennfahrer (* 1910)
- 17. Juni: Herbert Abel, deutscher Geograph und Museumsdirektor (* 1911)
- 17. Juni: Dieter Andersen, deutscher Geistlicher, Landessuperintendent des Sprengels Lüneburg und Bischof (* 1916)
- 17. Juni: Claire Austin, US-amerikanische Blues- und Jazzsängerin (* 1918)
- 17. Juni: Kurt Hessenberg, deutscher Komponist und Musikpädagoge (* 1908)
- 19. Juni: Varise Connor, US-amerikanischer Cajun-Musiker (Fiddlespieler) (* 1906)
- 19. Juni: Lauro Olmo, spanischer Schriftsteller (* 1922)
- 20. Juni: John Robert Armbruster, US-amerikanischer Komponist, Dirigent und Arrangeur (* 1896)
- 20. Juni: Jay Miner, Chipdesigner, gilt als Vater des Amiga (* 1932)
- 21. Juni: William Wilson Morgan, US-amerikanischer Astronom (* 1906)
- 22. Juni: Otto Bradfisch, SS-Obersturmbannführer und Anführer des Einsatzkommandos 8 (* 1903)
- 22. Juni: Ludwig Mecklinger, Minister für Gesundheitswesen der DDR (* 1919)
- 24. Juni: Jean Vallerand, kanadischer Komponist, Musikkritiker und Dirigent (* 1915)
- 27. Juni: Jacques Berthier, französischer Organist und Komponist (* 1923)
- 27. Juni: Sam Hanks, US-amerikanischer Automobilrennfahrer (* 1914)
- 28. Juni: Alfons Abel, deutscher akademischer Glasmaler (* 1908)
- 29. Juni: Jack Unterweger, österreichischer Krimineller und Schriftsteller (* 1950)
- 30. Juni: Jim Doran, US-amerikanischer American-Football-Spieler (* 1927)
- 30. Juni: Dennis J. Roberts, US-amerikanischer Politiker (* 1903)

### Juli

Kim Il-sung († 8. Juli)

- 01. Juli: Markus Barth, Schweizer reformierter Theologe und Neutestamentler (* 1915)
- 01. Juli: Warren Tallman, US-amerikanischer Literaturwissenschaftler (* 1921)
- 01. Juli: Hedda Zinner, deutsche Schriftstellerin, Schauspielerin, Kabarettistin (* 1904)
- 02. Juli: Lucio Amelio, italienischer Kunsthändler und Galerist (* 1931)
- 02. Juli: Giovanni Battista Guidotti, italienischer Automobilrennfahrer und Motorsportfunktionär (* 1902)
- 03. Juli: Lew Hoad, australischer Tennisspieler (* 1934)
- 04. Juli: Frank Seiboth, deutscher Politiker (* 1912)
- 07. Juli: Aaron Antonovsky, US-amerikanischer Professor (* 1923)
- 07. Juli: Friedrich August von der Heydte, deutscher Rechtswissenschaftler, Offizier und Politiker (* 1907)
- 08. Juli: Christian-Jaque, französischer Regisseur (* 1904)
- 08. Juli: Kim Il-sung, kommunistischer Machthaber Nordkoreas (* 1912)
- 08. Juli: Raymond Lussan, französischer Autorennfahrer (* 1904)
- 11. Juli: Gary Kildall, US-amerikanischer Informatiker (* 1942)
- 11. Juli: Savannah, US-amerikanische Pornodarstellerin (* 1970)
- 12. Juli: Paisios vom Berg Athos, griechischer Mönch und Heiliger (* 1924)
- 13. Juli: Eddie Boyd, US-amerikanischer Musiker (* 1914)
- 14. Juli: Robert Jungk, Publizist, Journalist und einer der ersten Zukunftsforscher (* 1913)
- 16. Juli: Kurt Morawietz, deutscher Schriftsteller (* 1930)
- 16. Juli: Julian Seymour Schwinger, US-amerikanischer Physiker und Nobelpreisträger (* 1918)
- 18. Juli: Sebastián Piana, argentinischer Tangokomponist, Pianist und Musikpädagoge (* 1903)
- 18. Juli: Jens Scheer, Atomphysiker und Atomkraftgegner (* 1935)
- 19. Juli: Ray Flaherty, US-amerikanischer American-Football-Spieler und -Trainer (* 1903)
- 19. Juli: Rudolf Firkušný, tschechischer Pianist (* 1912)
- 19. Juli: Ernst Müller-Hermann, deutscher Politiker (* 1915)
- 19. Juli: Hans-Joachim Hoffmann, Minister für Kultur der DDR (* 1929)
- 19. Juli: Hugo Karpf, deutscher Politiker (* 1895)
- 20. Juli: Paul Delvaux, belgischer Maler des Surrealismus (* 1897)
- 20. Juli: Günter Fromm, Autor zur Thüringer Eisenbahngeschichte (* 1926)
- 20. Juli: Suzanne Juyol, französische Opernsängerin (* 1920)
- 20. Juli: Wladimir Lotarjow, sowjetischer Konstrukteur von Strahltriebwerken (* 1914)
- 21. Juli: Hugh Scott, US-amerikanischer Politiker (* 1900)
- 23. Juli: Grete Schickedanz, deutsche Unternehmerin (* 1911)
- 24. Juli: Heinz Arnold, deutscher Opernregisseur und Hochschullehrer (* 1906)
- 26. Juli: Heinrich Drake, deutscher Bildhauer (* 1903)
- 26. Juli: Yoshiyuki Junnosuke, japanischer Schriftsteller (* 1924)
- 26. Juli: Ernst Schröder, deutscher Schauspieler (* 1915)
- 27. Juli: Kevin Carter, südafrikanischer Fotojournalist (* 1960)
- 28. Juli: Erwin Ringel, österreichischer Tiefenpsychologe und Neurologe (* 1921)
- 29. Juli: Grigol Abaschidse, georgisch-sowjetischer Dichter (* 1914)
- 29. Juli: Dorothy Crowfoot Hodgkin, britische Biochemikerin und Nobelpreisträgerin (* 1910)
- 31. Juli: Karola Bloch, polnisch-deutsche Architektin und Publizistin (* 1905)

### August

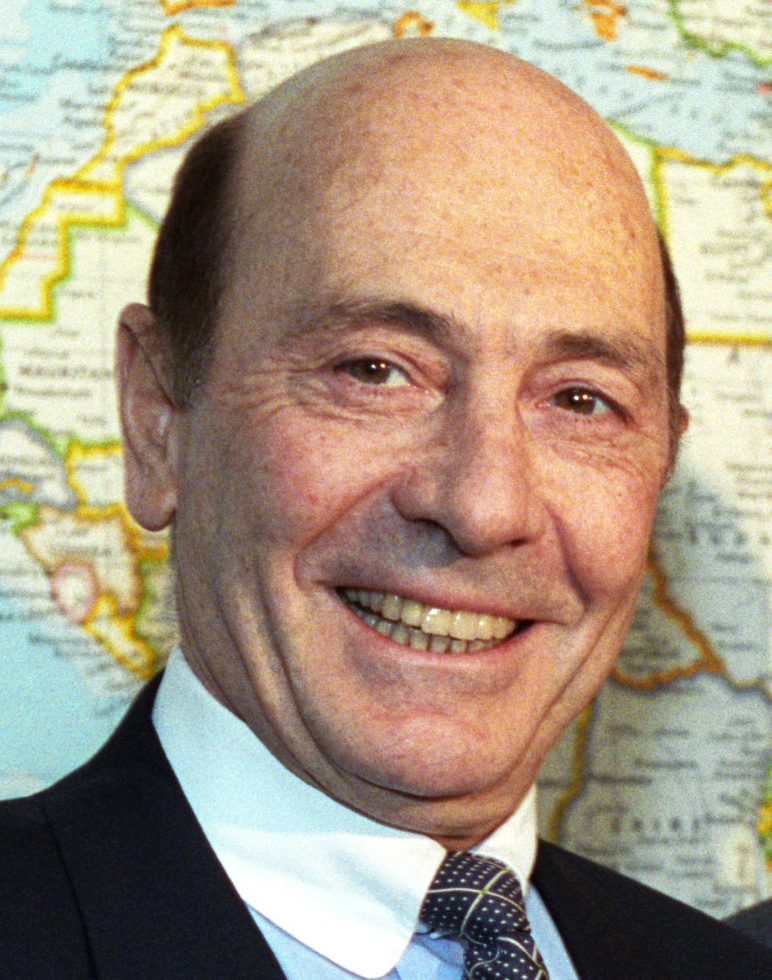
Manfred Wörner († 13. August)

- 02. August: Fahri Atabey, türkischer Mediziner und Politiker (* 1913)
- 03. August: Rildia Bee Cliburn, US-amerikanische Musikpädagogin (* 1897)
- 03. August: Innokenti Smoktunowski, russischer/sowjetischer Schauspieler (* 1925)
- 04. August: Giovanni Spadolini, Journalist, Historiker und italienischer Politiker (* 1925)
- 05. August: Alain de Changy, belgischer Automobilrennfahrer (* 1922)
- 06. August: Henri Arends, niederländischer Dirigent (* 1921)
- 06. August: Domenico Modugno, italienischer Sänger und Songwriter (* 1928)
- 10. August: Revilo P. Oliver, US-amerikanischer Altphilologe und Publizist (* 1908)
- 10. August: Kay Petre, kanadische Automobilrennfahrerin und Journalistin (* 1903)
- 11. August: Peter Cushing, britischer Schauspieler (* 1913)
- 12. August: Barbara Grabowska, polnische Schauspielerin (* 1954)
- 13. August: Raymond Gallois-Montbrun, französischer Violinist und Komponist (* 1918)
- 13. August: Friedrich Ernst Hunsche, deutscher Schriftsteller, Sprachforscher, Genealoge, Heimatforscher und Archivar (* 1905)
- 13. August: Manfred Wörner, deutscher Politiker und NATO-Generalsekretär (* 1934)
- 14. August: Elias Canetti, deutschsprachiger Schriftsteller und Literatur-Nobelpreisträger (* 1905)
- 15. August: Paul Anderson, US-amerikanischer Gewichtheber (* 1932)
- 17. August: Luigi Chinetti, italienisch-US-amerikanischer Automobilrennfahrer (* 1901)
- 18. August: Martin Cahill, irischer Gangster (* 1949)
- 18. August: Gottlob Frick, deutscher Opernsänger (* 1906)
- 18. August: Richard L. M. Synge, englischer Chemiker und Nobelpreisträger (* 1914)
- 19. August: Ladislav Fuks, tschechischer Prosa-Autor und Verfasser psychologischer Romane (* 1923)

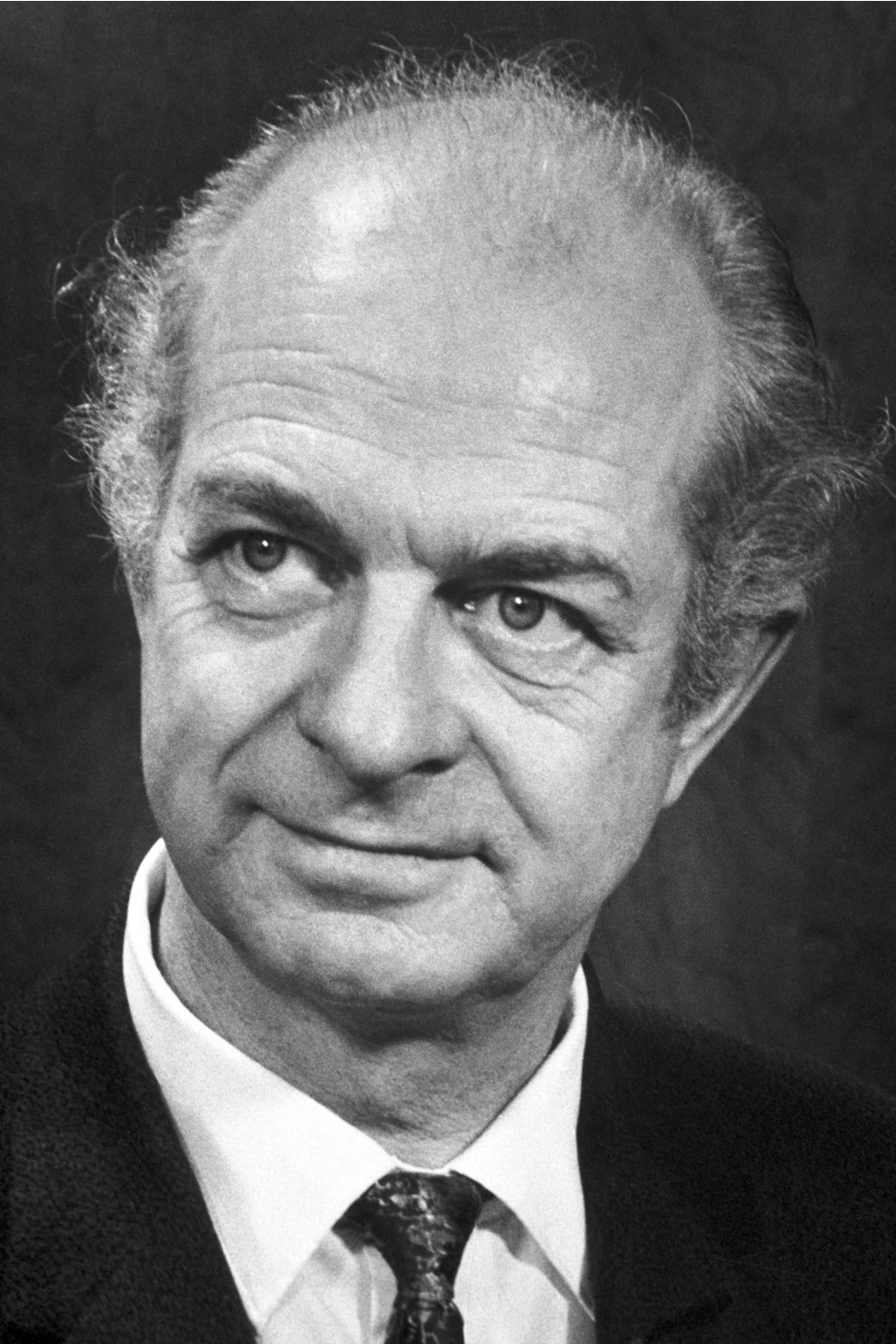
Linus Pauling, 1962

- 19. August: Linus Carl Pauling, US-amerikanischer Chemiker und Friedensnobelpreisträger (* 1901)
- 19. August: Robert Roschdestwenski, russischer Schriftsteller (* 1932)
- 19. August: Hanna-Maria Zippelius, Verhaltensbiologin (* 1922)
- 19. August: Anton Peter Khoraiche, libanesischer Kardinal und Maronitischer Patriarch von Antiochien und des ganzen Orients (* 1907)
- 23. August: Fisher Tull, US-amerikanischer Komponist und Musikpädagoge (* 1934)
- 24. August: Wolf von Aichelburg, rumänisch-deutscher Schriftsteller (* 1912)
- 27. August: Lorenz Humburg, deutscher Maler und Kunstpädagoge (* 1906)
- 28. August: Pepita Embil, spanische Zarzuelasängerin, Mutter von Plácido Domingo (* 1918)
- 29. August: Jack Miller, US-amerikanischer Politiker und Jurist (* 1916)
- 30. August: Lindsay Gordon Anderson, britischer Theater-, Spiel- und Dokumentarfilmregisseur (* 1923)
- 000August: Tadeusz Adamowski, polnischer Eishockeyspieler und -trainer (* 1901)

### September
- 01. September: Artur Balsam, US-amerikanischer Pianist und Musikpädagoge (* 1906)
- 01. September: Otto Reindl, deutscher Politiker (* 1900)
- 02. September: Detlef Macha, deutscher Radrennfahrer (* 1958)
- 03. September: Billy Wright, ehemaliger englischer Fußballspieler (* 1924)
- 05. September: Shimshon Avraham Amitsur, israelischer Mathematiker (* 1921)
- 05. September: Rudolf Raftl, deutscher und österreichischer Fußballspieler (* 1911)
- 06. September: James Clavell, britisch-amerikanischer Romanschriftsteller, Drehbuchautor und Regisseur (* 1921)
- 06. September: Nicky Hopkins, britischer Rockmusiker, Pianist (* 1944)
- 06. September: Erwin Scharf, Sekretär der SPÖ und Gründer der Linkssozialisten (* 1914)
- 07. September: Eric Crozier, englischer Opernregisseur und Librettist (* 1914)
- 08. September: Barry Graves, Journalist, Autor und Radiomoderator (* 1942)
- 09. September: Käthe Braun, deutsche Schauspielerin (* 1913)
- 10. September: Max Morlock, deutscher Fußballspieler (* 1925)
- 11. September: Milan Dubrović, österreichischer Publizist, Chefredakteur, Herausgeber und Diplomat (* 1903)
- 11. September: Marianne Hold, deutsche Schauspielerin (* 1933)
- 11. September: Friedrich Schmiedl, erfolgreicher österreichischer Raketenpionier (* 1902)
- 11. September: Jessica Tandy, britische Schauspielerin (* 1909)
- 12. September: Walter Aichinger, österreichischer Politiker (* 1916)
- 17. September: Vitas Gerulaitis, US-amerikanischer Tennisspieler (* 1954)

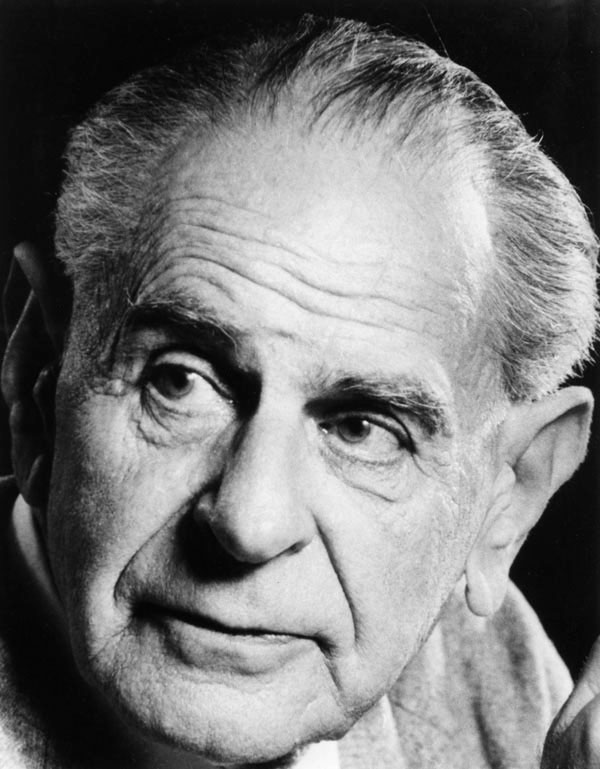
Karl Popper

- 17. September: Karl Popper, österreichisch-britischer Philosoph und Wissenschaftstheoretiker (* 1902)
- 19. September: Donald Lash, US-amerikanischer Mittel- und Langstreckenläufer (* 1912)
- 19. September: Carleton Sprague Smith, US-amerikanischer Musik- und Kulturwissenschaftler, Bibliothekar, Hochschullehrer und Flötist (* 1905)
- 19. September: Emile Wafflard, belgischer Karambolagespieler und Weltmeister (* 1927)
- 20. September: Jule Styne, US-amerikanischer Komponist (* 1905)
- 22. September: Maria Carta, italienische Schauspielerin und Sängerin (* 1934)
- 22. September: Herbert Nette, Redakteur und Autor aus Oberhausen (* 1902)
- 23. September: Robert Bloch, US-amerikanischer Autor (* 1917)
- 23. September: Alfred Lemmnitz, Minister für Volksbildung der DDR (* 1905)
- 23. September: Severino Minelli, Schweizer Fußballspieler (* 1909)
- 24. September: Ruth Niehaus, deutsche Schauspielerin und Regisseurin (* 1925)
- 24. September: Otto F. Walter, Schweizer Schriftsteller (* 1928)
- 25. September: Louis Ferdinand von Preußen, preußischer Prinz (* 1907)
- 25. September: Mari Sabusawa Michener, amerikanische Philanthropin, Kunstsammlerin und Aktivistin (* 1920)
- 26. September: Maurice Percy Ashley, britischer Historiker (* 1907)
- 29. September: Cheb Hasni, algerischer Sänger (* 1968)
- 30. September: André Lwoff, französischer Mikrobiologe und Nobelpreisträger (* 1902)
- 30. September: Roberto Eduardo Viola, argentinischer De-facto-Präsident (* 1924)

### Oktober
- 01. Oktober: Arminio Rothstein, akademischer Maler, Puppenmacher und Puppenspieler (* 1927)
- 01. Oktober: Marjorie Weaver, US-amerikanische Schauspielerin (* 1913)
- 02. Oktober: Ron Herron, britischer Architekt und Autor (* 1930)
- 02. Oktober: Albert Leicht, deutscher Politiker (* 1922)
- 03. Oktober: Maurice Perrin, französischer Geistlicher, römisch-katholischer Erzbischof und Diplomat des Heiligen Stuhles (* 1904)
- 03. Oktober: Heinz Rühmann, deutscher Schauspieler (* 1902)
- 04. Oktober: Karl G. Grell, deutscher Zoologe (* 1912)
- 05. Oktober: Nini Rosso, italienischer Jazz-Trompeter und Komponist (* 1926)
- 06. Oktober: John Appleton, britischer Autorennfahrer (* 1910)
- 06. Oktober: Horst Bretthauer, deutscher Handballspieler und Jurist (* 1907/08)
- 07. Oktober: Niels Kaj Jerne, dänischer Mediziner, Immunologe und Nobelpreisträger (* 1911)
- 09. Oktober: Georg Budke, deutscher Politiker (* 1900)
- 09. Oktober: Fred Lebow, rumänisch-amerikanischer Marathonläufer (* 1932)
- 09. Oktober: Rolf Thiele, österreichischer Regisseur (* 1918)
- 10. Oktober: Richard John Copland Atkinson, britischer Prähistoriker (* 1920)
- 10. Oktober: Germain Muller, französischer Kulturpolitiker, Kabarettist und Dichter (* 1923)
- 14. Oktober: Egon von Vietinghoff, Maler, Fachbuchautor, Philosoph (* 1903)
- 15. Oktober: Sarah Kofman, französische Philosophin (* 1934)
- 15. Oktober: Jean Dasté, französischer Schauspieler (* 1904)
- 17. Oktober: Roland Wabra, deutscher Fußballspieler (* 1935)
- 18. Oktober: Lee Allen, US-amerikanischer R&B-Saxophonist (* 1926)
- 18. Oktober: Eberhard Feik, deutscher Schauspieler (* 1943)
- 18. Oktober: Max Müller, deutscher Philosoph (* 1906)
- 19. Oktober: Ray Birdwhistell, US-amerikanischer Ethnologe (* 1918)
- 19. Oktober: Dominik Jost, Schweizer Germanist, Hochschullehrer und Herausgeber (* 1922)
- 19. Oktober: Nyanaponika, deutscher Mönch und Buddhist (* 1901)

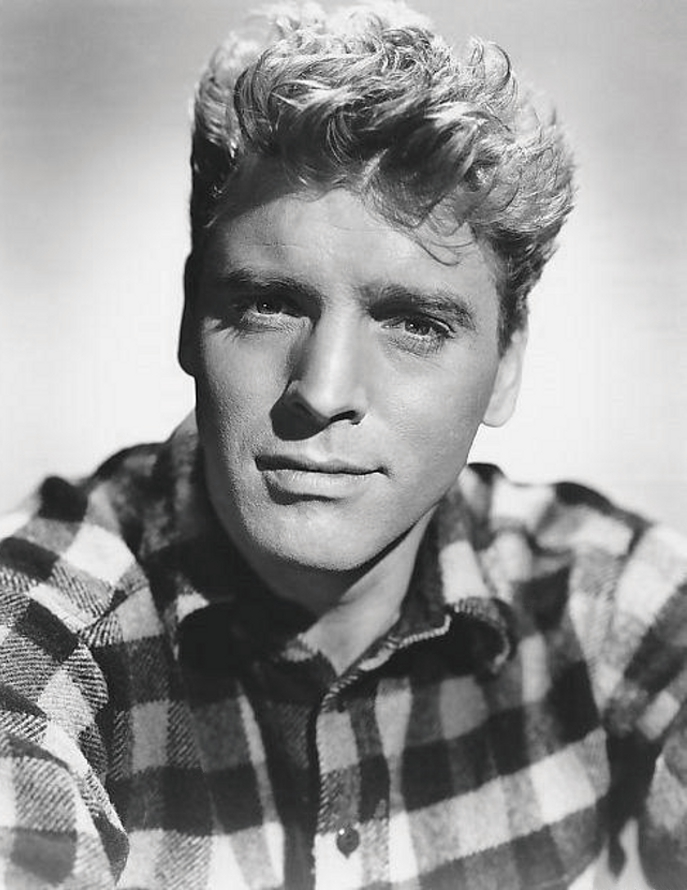
Burt Lancaster († 20. Oktober)

- 20. Oktober: Burt Lancaster, US-amerikanischer Filmschauspieler (* 1913)
- 23. Oktober: Tilli Breidenbach, deutsche Schauspielerin (* 1910)
- 24. Oktober: Erich Wustmann, deutscher Völkerkundler und Reiseschriftsteller (* 1907)
- 25. Oktober: Gioacchino Attaguile, italienischer Politiker (* 1915)
- 25. Oktober: Kara Spears Hultgreen, 1. weibliche F-14-Pilotin der US Navy (* 1965)
- 25. Oktober: Karl-Heinz Metzner, deutscher Fußballspieler (* 1923)
- 26. Oktober: Wilbert Harrison, US-amerikanischer Musiker (* 1929)
- 28. Oktober: Agnes Fink, deutsch-schweizerische Schauspielerin (* 1919)

### November
- 04. November: Ermes Muccinelli, italienischer Fußballspieler (* 1927)
- 06. November: Wladimir Pawlowitsch Sagorowski, sowjetischer Schachspieler (* 1925)
- 06. November: Skeeter Bonn, US-amerikanischer Country-Musiker (* 1923)
- 07. November: Manuela Ballester, spanische Künstlerin und Kommunistin (* 1908)
- 08. November: Gisela Schertling, deutsche Katechistin und Teil des Freundeskreises der Widerstandsgruppe Weiße Rose (* 1922)
- 10. November: William Higinbotham, US-amerikanischer Physiker (* 1910)
- 11. November: John Volpe, US-amerikanischer Politiker (* 1908)
- 12. November: Wilma Rudolph, afroamerikanische Leichtathletin (* 1940)
- 15. November: Lia Wöhr, deutsche Schauspielerin, Regisseurin, Sängerin und Fernsehproduzentin (* 1911)
- 16. November: Jim Poole, US-amerikanischer American-Football-Spieler (* 1915)
- 18. November: Maurice Auslander, US-amerikanischer Mathematiker (* 1926)
- 18. November: Cab Calloway, US-amerikanischer Jazz-Sänger, Saxophonist und Bandleader (* 1907)
- 18. November: Anselm Franz, Luftfahrtpionier bei Junkers & Co. Motorenwerke (* 1900)
- 19. November: Dedrick Gobert, US-amerikanischer Schauspieler (* 1971)
- 20. November: Fukuda Tsuneari, japanischer Dramatiker, Übersetzer und Literaturkritiker (* 1912)
- 21. November: Karlheinz Rudolph, deutscher Fernsehjournalist (* 1923)
- 23. November: Tommy Boyce, US-amerikanischer Rock'n'Roll-Musiker (* 1939)
- 23. November: Alberto Natusch Busch, bolivianischer Militär und Staatspräsident (* 1933)
- 24. November: Milton Jerrold Shapp, US-amerikanischer Politiker (* 1912)
- 25. November: Wladimir Sak, ukrainischer Schachspieler (* 1913)
- 26. November: Michael Schneider, deutscher Organist, Chorleiter, Musikpädagoge und Musikwissenschaftler (* 1909)
- 26. November: Joey Stefano, Porno-Darsteller (* 1968)
- 27. November: Hans Günter Michelsen, deutscher Dramatiker (* 1920)
- 28. November: Buster Edwards, Boxer und Postzugräuber (* 1931)
- 28. November: Jeffrey Dahmer, US-amerikanischer Serienmörder (* 1960)
- 28. November: Jerry Rubin, US-amerikanischer Sozial-Aktivist (* 1938)
- 28. November: Vicente Enrique y Tarancón, Erzbischof von Madrid und Kardinal (* 1907)
- 30. November: Guy Debord, Künstler und Philosoph (* 1931)

### Dezember

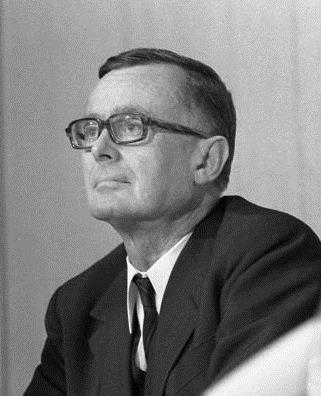
Karl Schiller († 26. Dezember)

- 01. Dezember: Akeem Anifowoshe, nigerianischer Profiboxer (* 1968)
- 03. Dezember: Michael Dacher, deutscher Bergsteiger (* 1933)
- 04. Dezember: Geoffrey Rudolph Elton, britischer Historiker deutscher Herkunft (* 1921)
- 05. Dezember: Heinz Fülfe, deutscher Zeichner, Puppenspieler und Bauchredner (* 1920)
- 05. Dezember: Harry Horner, österreichisch-US-amerikanischer Szenenbildner und Regisseur (* 1910)
- 05. Dezember: Robert Lowry, Schriftsteller (* 1919)
- 06. Dezember: Josef Bláha, tschechischer Schauspieler (* 1924)
- 06. Dezember: Gian Maria Volonté, Schauspieler (* 1933)
- 07. Dezember: Elga Andersen, deutsche Schauspielerin und Sängerin (* 1935)
- 07. Dezember: Edward Rell Madigan, US-amerikanischer Politiker (* 1936)
- 08. Dezember: Antônio Carlos Jobim, brasilianischer Sänger und Komponist (* 1927)
- 08. Dezember: Semni Karusou, griechische Archäologin (* 1898)
- 09. Dezember: Antal Apró, ungarischer Politiker (* 1913)
- 09. Dezember: Max Bill, Schweizer Architekt, Künstler und Designer (* 1908)
- 10. Dezember: Robert Blum, Schweizer Komponist und Professor (* 1900)
- 10. Dezember: Jiří Marek, tschechischer Schriftsteller (* 1914)
- 11. Dezember: Stanisław Maczek, polnischer General (* 1892)
- 11. Dezember: Awet Terterjan, armenischer Komponist (* 1929)
- 13. Dezember: Glenn Malcolm Anderson, US-amerikanischer Politiker (* 1913)
- 13. Dezember: Olga Nikolajewna Rubzowa, russische Schachspielerin (* 1909)
- 14. Dezember: Orval Faubus, Gouverneur des US-Bundesstaats Arkansas (* 1910)
- 14. Dezember: Mary Ann McCall, US-amerikanische Jazzsängerin (* 1919)
- 17. Dezember: Jean-Jacques von Allmen, Schweizer evangelischer Geistlicher und Hochschullehrer (* 1917)
- 18. Dezember: Roger Apéry, griechisch-französischer Mathematiker (* 1916)
- 18. Dezember: Henry Banks, US-amerikanischer Automobilrennfahrer (* 1913)
- 18. Dezember: Don Fedderson, US-amerikanischer Fernsehproduzent (* 1913)
- 20. Dezember: Daniel Israel Arnon, US-amerikanischer Biologe, Biochemiker und Pflanzenphysiologe (* 1910)
- 20. Dezember: Cheo García, venezolanischer Sänger (* 1926)
- 20. Dezember: Dean Rusk, US-Außenminister (* 1909)
- 21. Dezember: Audrey Sale-Barker, britische Skirennfahrerin und Pilotin (* 1903)
- 22. Dezember: Friedrich Aduatz, österreichischer Maler und Grafiker (* 1907)
- 22. Dezember: Theodor Piffl-Perčević, österreichischer Politiker und Unterrichtsminister (* 1911)
- 22. Dezember: Helmut Wunderlich, Minister für Allgemeinen Maschinenbau der DDR (* 1919)
- 24. Dezember: John Boswell, US-amerikanischer Historiker (* 1947)
- 24. Dezember: Gordon Cleaver, britischer Jagdflieger (* 1910)
- 24. Dezember: John Osborne, englischer Autor (* 1929)
- 26. Dezember: Sylva Koscina, italienische Schauspielerin jugoslawischer Herkunft (* 1933)
- 26. Dezember: Pietro Pavan, Kardinal der römisch-katholischen Kirche (* 1903)
- 26. Dezember: Karl Schiller, deutscher Politiker (* 1911)
- 30. Dezember: Lloyd James Austin, australischer Romanist und Literaturwissenschaftler (* 1915)
- 31. Dezember: Leo Fuchs, polnisch-US-amerikanischer, jiddischer Schauspieler, Komiker, Sänger und Tänzer (* 1911)
- 31. Dezember: Bruno Pezzey, österreichischer Fußballspieler (* 1955)

### Sterbetag unbekannt
- Christiana Abiodun-Emmanuel, nigerianische Kirchengründerin und Missionarin (* 1907)
- Harry F. Bisel, US-amerikanischer Onkologe (* 1918)
- Mohammad Hashem Cheshti, afghanischer Komponist und Musiker (* unbekannt)
- Ruth Dirx, deutsche Autorin (* 1913)
- Hyman Goodman, kanadischer Geiger und Musikpädagoge (* 1913)
- Dora Grabosch, deutsche Malerin (* 1916)
- Kurt Janetzky, deutscher Hornist (* 1906)
- Albert Edward Kelly, britischer Komponist und Dirigent (* 1914)
- Otto Kohfink, deutscher Motorradrennfahrer (* 1907)
- Irena Kurpisz-Stefanowa, polnische Pianistin und Musikpädagogin (* 1901)
- Olga Wiedecke, deutsche Malerin (* 1913)

## Wissenschaftspreise

### Nobelpreise

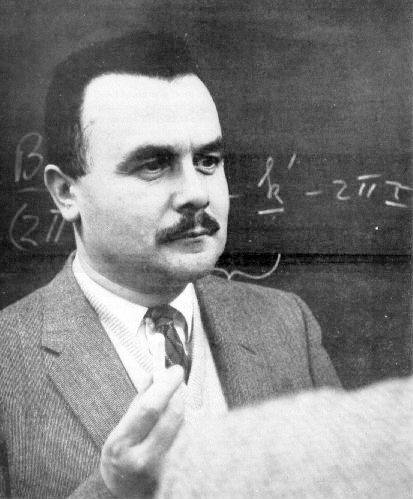
Bertram Brockhouse

- Physik: Bertram Brockhouse und Clifford Shull
- Chemie: George A. Olah
- Medizin: Alfred G. Gilman und Martin Rodbell
- Literatur: Kenzaburō Ōe
- Friedensnobelpreis: Jassir Arafat, Schimon Peres und Jitzchak Rabin
- Wirtschaftswissenschaften: Reinhard Selten, John Nash, John Harsanyi

### Field-Preis
- Jean Bourgain, für Beiträge zur Geometrie der Banachräume, Konvexität in hochdimensionalen Räumen, harmonischen Analysis, Ergodentheorie und Theorie der nichtlinearen Evolutionsgleichungen (Funktionalanalysis, Theorie der nichtlinearen partiellen Differentialgleichungen).
- Pierre-Louis Lions, für die Entwicklung der Viskositätsmethode, Arbeiten zur Boltzmann-Gleichung und zu Variationsproblemen (Theorie der nichtlinearen partiellen Differentialgleichungen).
- Jean-Christophe Yoccoz, für Beiträge zum Problem der kleinen Nenner aus der Himmelsmechanik mit Lösung in einem Spezialfall (Theorie der dynamischen Systeme).
- Efim Zelmanov, für die Lösung des eingeschränkten Burnside-Problems, davor Beiträge zur Theorie der Lie-Algebren und der Jordan-Algebren (Gruppentheorie, Lie-Theorie, Kommutative Algebra).

### Turing Award
- Edward Feigenbaum und Raj Reddy, für das Design und die Konstruktion großer Systeme künstlicher Intelligenz, mit denen die praktische Wichtigkeit und der kommerzielle Einfluss der KI-Technologie demonstriert wurde (Reddy: Spracherkennung, Feigenbaum: regelbasierte Expertensysteme).